# Anne de Bretagne
Pour les articles homonymes, voir Duchesse Anne et Anne de Bretagne (comédie musicale).
Ne doit pas être confondue avec Anne de Grande-Bretagne.
Anne de Bretagne, née le 25 janvier 1477 à Nantes et morte le 9 janvier 1514 à Blois, fille du duc de Bretagne François II, devient duchesse de Bretagne à la mort de son père, puis reine de France une première fois en 1491 après son mariage avec le roi de France Charles VIII, et une deuxième fois en 1499 après un second mariage avec le roi Louis XII.
Le règne d'Anne sur le duché de Bretagne commence alors que le roi de France vient de remporter une victoire décisive en 1488 (Saint-Aubin-du-Cormier), peu avant la mort de François II. La cour de Bretagne essaie ensuite d'échapper à l'emprise royale en mariant en 1490 Anne avec Maximilien d'Autriche, régent des Pays-Bas bourguignons. Mais ce mariage (par procuration), considéré comme un casus belli par Charles VIII et par la régente Anne de France, aboutit à l'offensive de 1491, à la prise de Rennes et au premier mariage royal le 6 décembre à Langeais. Anne s'efforce ensuite de maintenir l'autonomie du duché, qui ne sera véritablement intégré au royaume qu'après sa mort, en 1532 (union du duché au royaume de France).
Elle hérite de son père le comté de Montfort et reçoit le comté d'Étampes en 1512.
Du fait de son mariage avec Maximilien, elle devient reine des Romains (1490-1491). Reine de France de 1491 à 1498 et de 1499 à 1514, elle est aussi reine de Naples de 1501 à 1503 et duchesse de Milan de 1499 à 1500 et de 1501 à 1512, dans le cadre des guerres d'Italie.

## Biographie

### Origines familiales et formation
Anne de Bretagne est la fille aînée du duc de Bretagne François II (1435-1488), fils de Richard d'Étampes (1395-1438), lui-même fils du duc Jean IV. Sa mère est la seconde épouse de François II, Marguerite de Foix (v. 1449-1486), fille du comte Gaston IV de Foix-Béarn (1423-1472) et de la reine Éléonore de Navarre (1426-1479).
Anne naît à Nantes, dans une chambre du vieux logis du château ducal. Les historiens s'interrogent sur le jour précis de sa naissance, mais avec peu d'écart : selon les sources, le 25 ou le 26 janvier 1477,. Nous ne savons rien de son baptême ou de l'origine de son prénom.
Dans ses premières années, elle grandit entre trois villes : Nantes, Vannes et Clisson. Son éducation est confiée à Françoise de Dinan, comtesse de Laval, sa marraine. Elle apprend à lire et à écrire en français et en latin, et est initiée à l'histoire. Plusieurs précepteurs[réf. nécessaire] s'occupent d'elle, notamment le poète de cour Jean Meschinot (de 1488 à sa mort en 1491), qui est aussi son maître d'hôtel, et qui va chasser au faucon avec elle. On lui aurait enseigné la danse, le chant et la musique.
Contrairement à ce que l’on trouve parfois dans l'historiographie bretonne, il est peu probable qu’elle ait appris le grec ou l’hébreu. De même, ayant reçu une éducation classique, pas plus que les autres membres de la cour ducale elle ne maîtrisait la langue bretonne. On faisait appel à des interprètes lorsqu'il fallait traduire depuis le breton,,.

### Héritière du duché de Bretagne

#### Loi successorale du duché de Bretagne
La loi successorale du duché de Bretagne est à cette époque définie par le premier traité de Guérande (1365). Celui-ci prévoit la succession de mâle en mâle en priorité dans la famille des Montfort ; puis, dans celle des comtes de Penthièvre. Or, vers 1480, il n'y a dans les deux familles que des héritières : côté Montfort, Anne, puis Isabeau ; côté Penthièvre, Nicole de Châtillon, qui meurt le 3 janvier 1480. Les Penthièvre cèdent alors à Louis XI leurs droits sur le duché de Bretagne pour 50 000 écus. La régente Anne de France confirmera cet achat en 1485 à la mort de Jean de Brosse, époux de Nicole de Châtillon.
Au cas où naîtrait un fils de François II, Anne recevrait une dot de 200 000 livres.

#### Anne reconnue comme héritière légitime par les États de Bretagne (1486)
Mais François II n'a pas d’héritier mâle, ce qui menace de replonger la Bretagne dans une crise dynastique. François II, voulant éviter toute intervention du roi de France, décide de transgresser le traité de Guérande en faisant sa fille comme héritière présomptive par les États de Bretagne réunis à Rennes (20 février 1486). Cela suscite des oppositions au duc au sein du duché et provoque le mécontentement de la cour de France. Anne devient aussi l'enjeu de nombreuses prétentions matrimoniales.
Pour légitimer cette demande, Marguerite de Foix commande un ouvrage à l'aumônier d'Anne, Pierre Le Baud, afin de réfuter l’opinion selon laquelle la succession a été constituée uniquement « en ligne masculine », et que les femmes « n’y ont point eu de lieu ». L'historien rédige une synthèse à partir d'ouvrages antérieurs pour prouver par l’histoire que la jeune Anne peut succéder à son père, témoignant de l'histoire de reines ou duchesses qui ont accédé au trône de Bretagne. Le manuscrit est terminé en 1486,.

### Projets de mariage
François II promet en effet sa fille à différents princes français ou étrangers afin d'obtenir une assistance militaire et financière et de renforcer sa position face au roi de France. La perspective pour ces princes de joindre le duché à leur domaine permet ainsi à François d'entamer plusieurs négociations de mariage et de nouer à cette occasion différentes alliances secrètes qui accompagnent le projet matrimonial. Anne devient l'enjeu de ces ambitions rivales, et son père, rassuré par la signature de ces alliances, peut se permettre de refuser différents projets et contrats de mariage[pas clair]. Ces calculs politiques conduisent ainsi aux fiançailles d'Anne avec ces différents princes d'Europe :
Elle est d'abord fiancée en 1481 à Édouard, prince de Galles, fils du roi d'Angleterre Édouard IV. À la mort de son père (avril 1483), il devient roi sous le nom d’Édouard V, mais disparaît peu après (probablement en septembre 1483).
Plusieurs prétendants potentiels sont alors contactés successivement :
- Henri Tudor (1457-1509) (Henri VII d'Angleterre à partir de 1485) , premier représentant mâle de la maison Tudor, alors en exil en Bretagne en raison des vicissitudes de la guerre des Deux-Roses ; mais ce mariage ne l'intéresse pas ;
- Maximilien d'Autriche, veuf de la duchesse Marie de Bourgogne, fille de Charles le Téméraire, régent des possessions bourguignonnes au nom de leur fils Philippe le Beau. Lorsque son père, l'empereur Frédéric III, fait élire Maximilien comme roi des Romains en 1486, des négociations de mariage sont entamées ;
- Alain d'Albret, fils de Jean Ier d'Albret et de Catherine de Rohan, époux de Françoise de Châtillon, donc héritier possible[pas clair], cousin et allié de François II, qu'Anne refusera toujours d'épouser en raison du dégoût qu'il lui inspire ;
- le duc d'Orléans (1462-1515), cousin de François II[17], héritier présomptif de Charles VIII (Louis XII à partir de 1498), mais marié à Jeanne de France[pas clair], fille de Louis XI ;
- Jean IV de Chalon-Arlay, prince d'Orange (1443-1502), neveu de François II[18], héritier présomptif du duché après Anne et Isabeau ;
- Edward Stafford, duc de Buckingham (1478-1521), de la maison d'York ; Henri VII envisage son mariage avec Anne[19].

Le vicomte Jean II de Rohan, autre héritier présomptif, propose[Quand ?], soutenu par le maréchal de Rieux, le double mariage de ses fils François et Jean avec Anne et Isabeau, mais François II s'y oppose.

### Duchesse de Bretagne

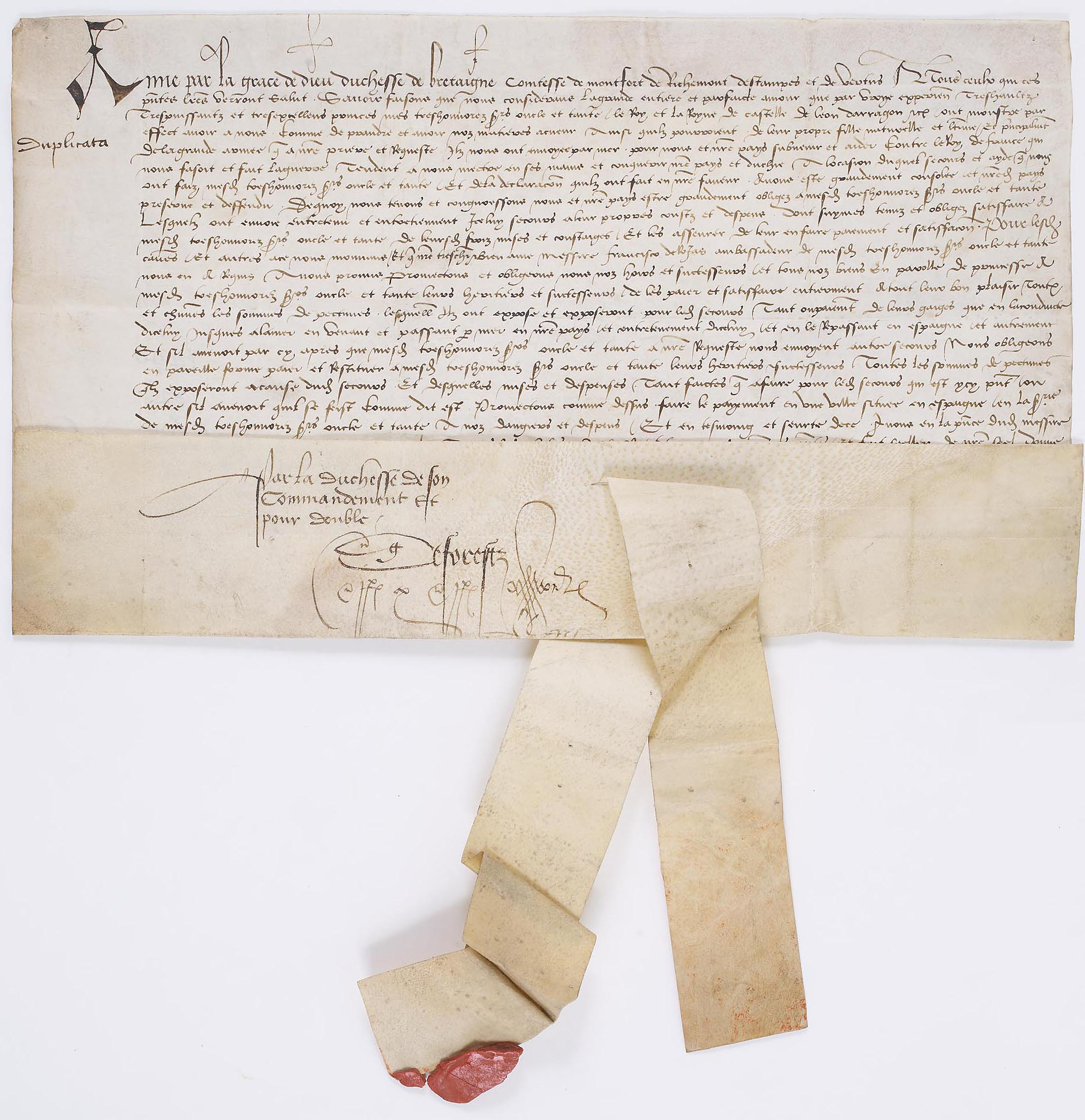
Anne, duchesse de Bretagne, promet de rembourser à ses oncle et tante le roi et la reine de Castille et d’Aragon les sommes qu'ils ont avancées pour la défense de la Bretagne contre le roi de France. Rennes, 7 septembre 1490. Charte scellée. Archives nationales.

En 1488, la défaite des armées de François II à Saint-Aubin-du-Cormier, qui conclut la guerre folle, le contraint à accepter le traité du Verger, dont une clause stipule que François II ne pourra marier ses filles sans le consentement du roi de France.
À la mort de François II, le 9 septembre 1488, quelques jours seulement après sa défaite, s’ouvre une nouvelle période de crise qui mène à une dernière guerre franco-bretonne – le duc, sur son lit de mort, ayant fait promettre à sa fille de ne jamais consentir à l'assujettissement à son voisin le royaume de France, et au roi son ennemi. Avant de mourir, François II a nommé le maréchal de Rieux tuteur de sa fille, avec pour mission de la marier. Le roi de France réclame la tutelle d'Anne et d'Isabeau, qui lui est refusée par Jean de Rieux, si bien que Charles VIII entre officiellement en guerre contre le duché de Bretagne le 7 janvier 1489. Le parti breton s'empresse alors, le 15 février 1489, de proclamer Anne duchesse souveraine légitime de Bretagne. Le 4 janvier 1490, la duchesse publie que seront reconnus coupables du crime de lèse-majesté ceux de ses sujets qui la trahiraient et qui rallieraient le camp du roi de France.

### Épouse de MaximilienIer, roi des Romains
Maximilien Ier, roi des Romains, ayant envoyé son ambassadeur Wolfgang de Polham ( Wolfgang de Polham (Wolfgang Von Polheim)) muni d'une procuration officielle datée du 20 mai 1490 (original, archives départementales Nantes, E14) comme est d'usage à l'époque pour son mariage avec la duchesse Anne. Le mariage se fait dans la cathédrale de Rennes le 19 décembre 1490, Anne épouse en premières noces et par procuration le roi des Romains, Maximilien Ier, veuf de Marie de Bourgogne. Ce faisant, elle devient reine des Romains et en porte le titre dans divers actes qu'elle fait rédiger, comme le 1er août 1491 : "Mandement de Maximilien et d'Anne, roi et reine des Romains, duc et duchesse de Bretagne, au receveur de Lesneven." (Original parchemin, signature Anne de Bretagne, Nantes archives départementales, E.153) conformément à la politique de son père.
Ce mariage est une nouvelle provocation à l'égard du camp français, qui considère qu'il viole le traité du Verger et que la jeune épouse menace le royaume en ayant adhéré à la ligue que forment les rois d'Angleterre, d'Aragon et des Romains. Il réintroduit un ennemi du roi de France en Bretagne, ce que leur politique a toujours tenté d’éviter aux XIVe et XVe siècles. De plus, il est conclu au mauvais moment : les alliés de la Bretagne sont occupés sur un autre front (siège de Grenade pour le roi de Castille, succession de Hongrie pour Maximilien d’Autriche), ce qui rend la procuration inopérante pendant neuf mois.
En dépit de renforts anglais et castillans venus soutenir les troupes ducales, le printemps 1491 voit de nouveaux succès de La Trémoille (déjà vainqueur à Saint-Aubin-du-Cormier), et, se posant en héritier, Charles VIII vient assiéger Rennes, où se trouve Anne, afin qu’elle renonce à ce mariage avec l’ennemi du royaume de France.

### Reine de France à la suite du mariage avec Charles VIII
Après deux mois de siège, sans assistance et n'ayant plus aucun espoir de résister, la ville se rend et Charles VIII, le jour où le parti breton se rallie au roi de France, y fait son entrée le 15 novembre. Les deux parties signent le traité de Rennes, qui met fin à la quatrième campagne militaire des troupes royales en Bretagne. Anne ayant refusé toutes les propositions de mariage avec des princes français, des fiançailles avec Charles VIII auraient été célébrées à la chapelle des Jacobins de Rennes le 17 novembre 1491 – selon la tradition historique. En réalité, aucune source d'époque ne prouve que cet événement, s'il a eu lieu, s'est passé aux Jacobins. Puis Anne de Bretagne se rend, escortée de son armée (et donc supposée libre, ce qui était important pour la légitimité du mariage et du rattachement de la Bretagne) jusqu'à Langeais pour les noces des deux fiancés. L'Autriche combat désormais sur le terrain diplomatique (notamment devant le Saint-Siège), soutenant que la duchesse vaincue a été enlevée par le roi de France et que leur descendance est donc illégitime.

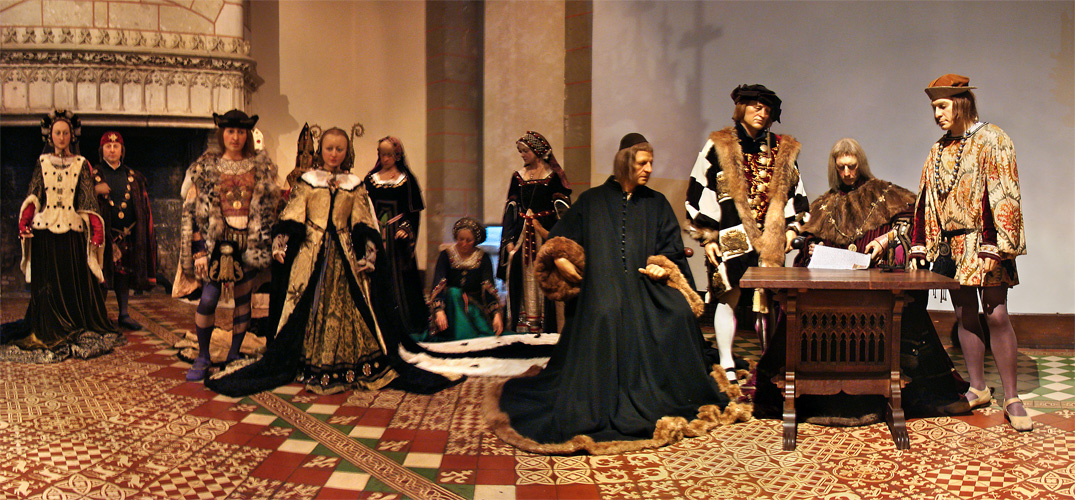
Reconstitution en cire de l'union royale de Charles VIII et Anne dans la « salle du mariage » au château de Langeais.

Le 6 décembre 1491 à l'aube, Anne épouse officiellement, dans la grande salle du château de Langeais, le roi de France Charles VIII. Ce mariage est une union personnelle entre couronnes, il est discret et conclu sans l'accord du Pape. Il n'est validé qu'après coup par le pape Innocent VIII, qui se décide, en échange de concessions appréciables, à adresser à la cour de France, le 15 février 1492, l’acte de reconnaissance de nullité antidaté du mariage par procuration d'Anne avec Maximilien, et la dispense concernant la parenté au quatrième degré d'Anne et de Charles par la bulle du 15 février 1492. Par le contrat de mariage, signé la veille des noces, Anne institue Charles VIII, nouveau duc de Bretagne, comme prince consort, son procureur perpétuel. Le contrat comprend une clause de donation mutuelle au dernier vivant de leurs droits sur le duché de Bretagne. En cas d'absence d'héritier mâle, il est convenu qu’elle ne pourra épouser que le successeur de Charles VIII. La donation royale, en cas de décès de Charles VIII, n'est cependant pas recevable : les droits de la couronne de France étant inaliénables, le roi n'en est pas le propriétaire mais seulement l'administrateur. Ce contrat n'officialise pas l'annexion de la Bretagne au domaine royal, car il s'agit d'une union personnelle, entre deux couronnes. Ce n'est pas une union réelle. À la mort de Charles VIII, il y a séparation des couronnes (clause du contrat). Anne de Bretagne redevient souveraine légitime de son duché ; dès le deuxième jour d'avril 1498, elle rétablit la chancellerie en Bretagne. Rien ne l'oblige à se marier au roi de France.

De cette union naissent six enfants, tous morts en bas âge.

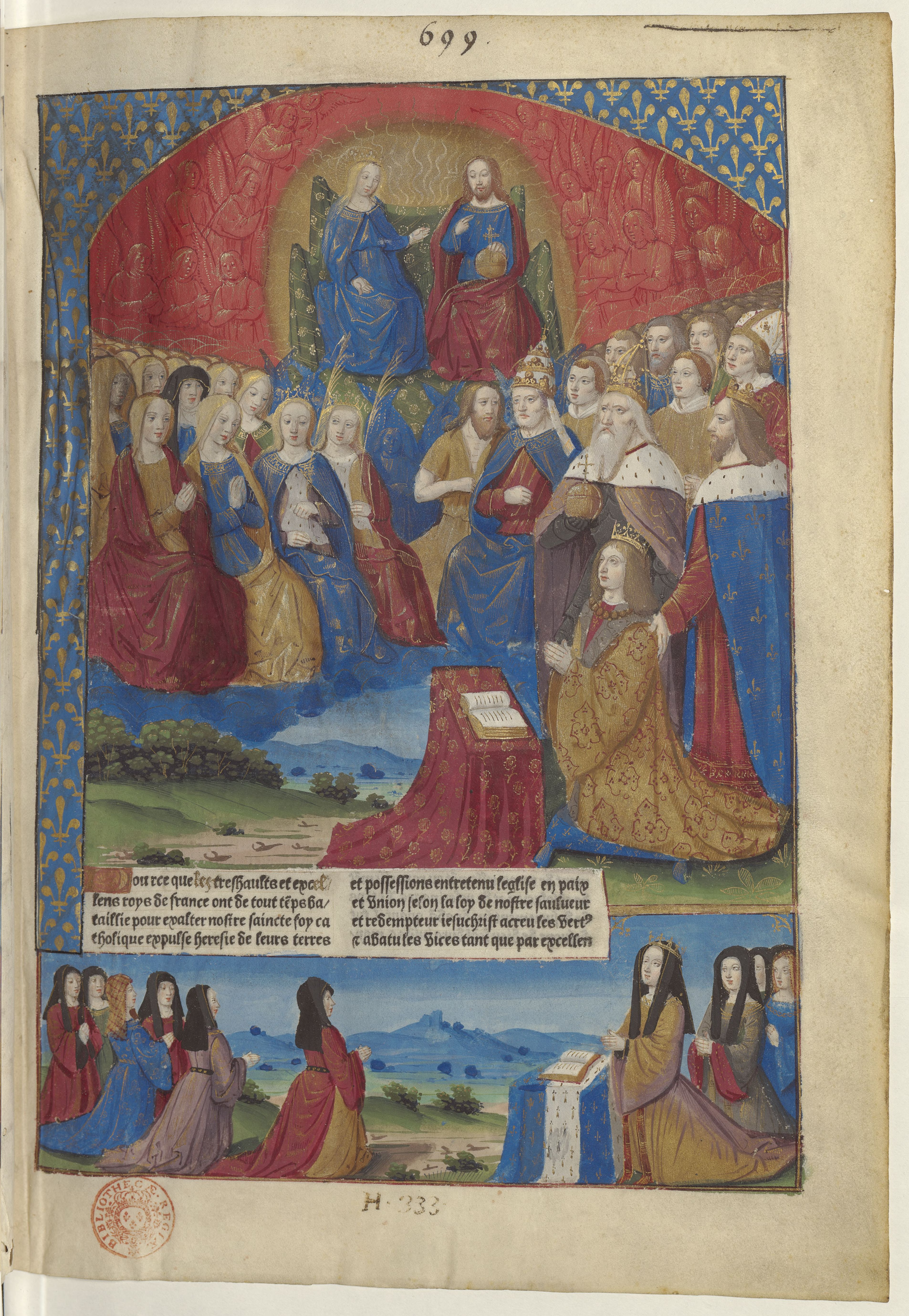
Charles VIII et Anne de Bretagne devant l'assemblée de tous les saints, miniature du Maître de la Chronique scandaleuse, vers 1493, BNF, Vélins 689.

Par le mariage de 1491, Anne de Bretagne est reine de France. Son contrat de mariage précise qu’il est conclu « pour assurer la paix entre le duché de Bretagne et le royaume de France ». Il fait de Charles VIII son procureur perpétuel. Le 8 février 1492, Anne est sacrée et couronnée reine de France à Saint-Denis. Elle est la première reine couronnée dans cette basilique et sacrée, « oincte, chef et poitrine », par André d'Espinay, archevêque de Bordeaux. Son époux lui interdit de porter le titre de duchesse de Bretagne. Gabriel Miron sera chancelier de la reine et premier médecin.
Elle passe beaucoup de temps en grossesses (avec un enfant tous les quatorze mois en moyenne). Lors des guerres d’Italie, la régence est attribuée à Anne de Beaujeu, qui a déjà tenu ce rôle de 1483 à 1491. Anne de Bretagne est encore jeune et sa belle-sœur la suspecte. Elle n'a qu’un rôle réduit en France comme en Bretagne et doit parfois accepter d'être séparée de ses enfants en bas-âge. Anne vit essentiellement dans les châteaux royaux d'Amboise, de Loches et du Plessis, ou dans les villes de Lyon, Grenoble ou Moulins (lorsque le roi est en Italie). À Amboise, Charles VIII fait faire des travaux, tandis qu'elle réside à côté, au Clos Lucé, où le roi lui fait construire une chapelle.
Elle devient reine de Naples et de Jérusalem après la conquête de Naples par Charles VIII.

### Duchesse de Bretagne et épouse deLouisXII, roi de France

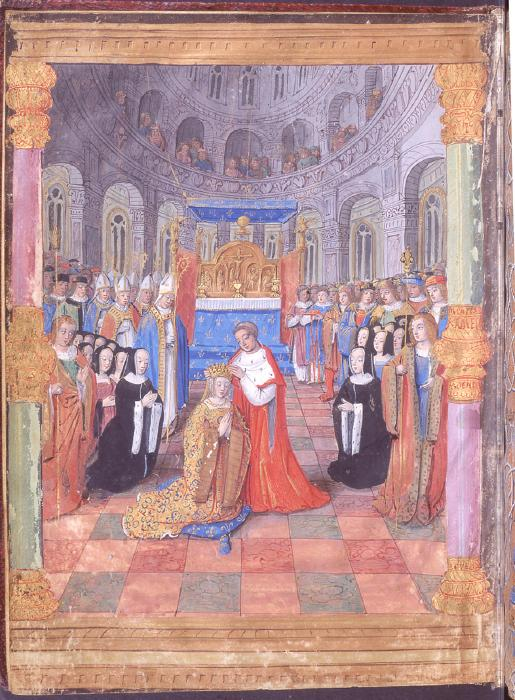
Second couronnement d'Anne de Bretagne en 1504 à Saint-Denis, Waddesdon Manor, Ms.22.

Dès la mort de Charles VIII, héritière légitime des droits des ducs de Bretagne sur le duché de Bretagne, elle reprend la tête de l'administration du duché de Bretagne (clause du contrat). Elle fait acte de souveraineté en tant que chef d'État du duché par les nombreux actes qu'elle adopte : elle restaure notamment la chancellerie de Bretagne au profit du fidèle Philippe de Montauban, nomme lieutenant général de Bretagne son héritier Jean de Chalon, convoque les états de Bretagne, émet une monnaie à son nom (une monnaie d'or à son effigie),. Elle nomme aussi responsable du château de Brest son écuyer Gilles de Texue.
Parmi ses poètes de cour, il faut mentionner l'humaniste Fauste Andrelin de Forlì, le chroniqueur Jean Lemaire de Belges et le rhétoriqueur français Jean Marot. Elle prend également à son service les musiciens les plus célèbres de son temps : Johannes Ockeghem, Antoine de Févin, Loyset Compère, Jean Mouton. Anne de Bretagne est sans aucun doute la première reine de France à apparaître comme une mécène recherchée par les artistes et auteurs de son époque.

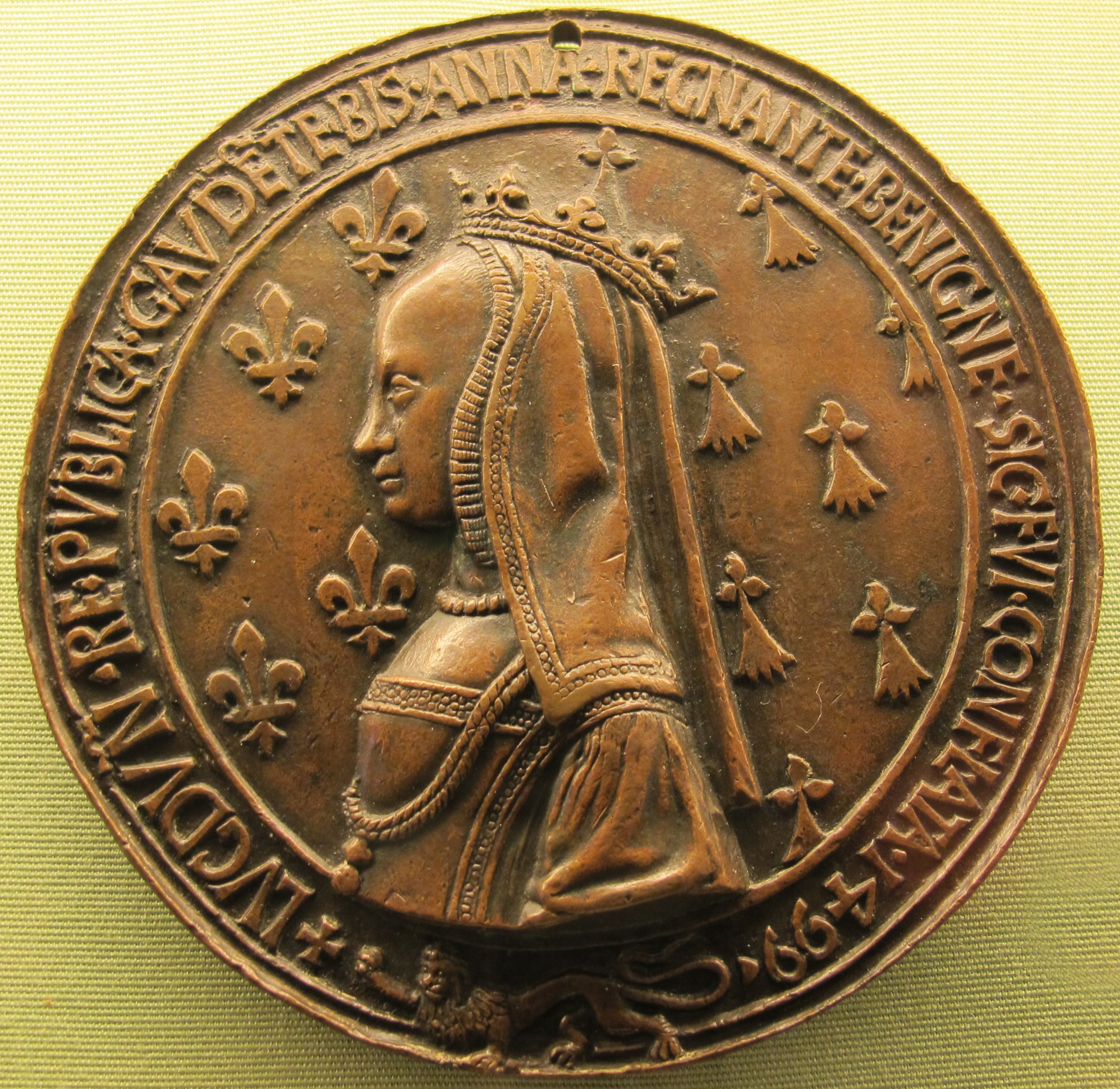
Médaille d'Anne de Bretagne réalisée pour son passage à Lyon en 1499.

Trois jours après la mort de son époux, le principe du mariage avec Louis XII est acquis, à la condition que Louis obtienne la reconnaissance de nullité de son mariage avant un an. Elle retourne pour la première fois en Bretagne en octobre 1498, après avoir échangé une promesse de mariage avec Louis XII, à Étampes, le 19 août, quelques jours après le début du procès en reconnaissance de nullité de l’union entre Louis XII et Jeanne de France.

### Un contrat de mariage qui rend sa souveraineté au duché de Bretagne
Le contrat de son troisième mariage, en 1499, est conclu dans des conditions radicalement différentes de celles du second. À l'enfant vaincue a succédé une jeune reine douairière et duchesse souveraine de l'État breton désormais incontestée, en face de qui l'époux est un ancien allié, ami et prétendant. Contrairement aux dispositions du contrat de mariage avec Charles VIII, le nouveau lui reconnaît l'intégralité des droits sur la Bretagne comme seule héritière du duché et le titre de duchesse de Bretagne. Anne de Bretagne, souveraine du duché, et Louis XII souverain pour le royaume de France signent le contrat de mariage de la reine qui est une union personnelle entre les deux couronnes, ducale et royale, par la rédaction de deux actes, — deux lettres ; une, publiée le 7, pour le mariage, cinq clauses, et l'autre, publiée le 19 janvier 1499, traite des généralités du duché comprenant treize clauses —, Traité de Nantes du 1er janvier 1499, avec le roi Louis XII,
Ce n'est pas une union réelle des territoires au point de vue juridique et du droit des gens. Ces actes définissent le statut légal de la Bretagne : « L'Acte authentique qui réglait le droit public de la province [de Bretagne] était encore le contrat de mariage de la reine Anne avec Louis XII. Or cet Acte assurait l'indépendance du Duché, car il stipulait formellement que la Reine en conservait personnellement la propriété, et que celle-ci passerait non pas à l'héritier du trône [de France], mais au second fils [ou fille] qui naîtrait du mariage... la pleine propriété revenant aux héritiers naturels de la reine. » à la mort des deux souverains.
Le contrat affirme aussi clairement que le duché de Bretagne reviendra au deuxième enfant, mâle ou femelle « et s'il avenoit que d'eux deux en ledit mariage n'issist ou vinst qu'un seul enfant masle, que cy-après issent ou vinssent deux ou plusieurs enfans masles ou filles, audit cas, ils succéderont pareillement audit duché, comme dit est », – clause qui ne sera pas respectée par la suite. Renée sera déshéritée au profit de son aînée, Claude de France, et surtout du mari de cette dernière, François Ier. Pour le moment, le pouvoir régalien en Bretagne est exercé par Louis XII, en tant que duc par mariage (jure uxoris), prince consort uniquement usufruitier, quoique les décisions soient prises au nom de la duchesse. Anne vit à Blois, où la présence de la duchesse de Bretagne est partout signée. Elle fait édifier le tombeau de ses parents au couvent des Carmes de Nantes (où son cœur reviendra également, selon ses dernières volontés) avec les symboles des quatre vertus cardinales (prudence, force, tempérance et justice) qu'elle aura toujours essayé de porter. Tous les arts italiens seront appréciés par cette reine de plus en plus cultivée. Durant la maladie de Louis XII, elle fait un tour de la Bretagne (mais pas le Tro Breiz, contrairement à ce qui est souvent raconté).
En tant que duchesse de Milan, elle est représentée dans le tableau de Caspano de Alvise Donati. Le roi et la reine de France, identifiés comme des princes de Provence, sont agenouillés, le roi a dans ses mains la couronne qui apparaît sur les pièces frappées par la Monnaie de Milan. La reine est peinte avec l’Ordre de la Cordelière.
Leur fille Claude de France, héritière du duché, est fiancée à Charles de Luxembourg en 1501, pour faciliter la conduite de la 3e guerre d’Italie en renforçant ainsi l’alliance espagnole, et pour convenir au dessein d'Anne de lui faire épouser le petit-fils de son premier mari Maximilien d'Autriche. Ce contrat de mariage est signé le 10 août 1501 à Lyon par François de Busleyden, archevêque de Besançon, Guillaume de Croÿ, Nicolas de Rutter et Pierre Lesseman, les ambassadeurs du roi Philippe Ier le Beau, père de Charles de Luxembourg. Les fiançailles sont annulées quand le risque d'encerclement plus complet du royaume peut être évité par l’absence d’un dauphin, à qui le contrat de mariage de Louis et Anne aurait interdit d'hériter de la Bretagne. C’est désormais au futur François Ier que sa fille est fiancée. Anne refusera jusqu'au bout ce mariage, qui aura lieu quatre mois après sa mort, et tentera de revenir à l'alliance matrimoniale avec le futur Charles Quint. C'est à ce moment que, mécontente de cette alliance, elle commence son « tour de Bretagne », visitant bien des lieux qu’elle n’avait jamais pu fréquenter enfant. Officiellement, il s'agit d'un pèlerinage aux sanctuaires bretons (elle se rend notamment à Saint-Jean-du-Doigt et à Locronan), mais, en réalité, il correspond à un voyage politique et à un acte d'indépendance qui vise à affirmer sa souveraineté sur ce duché. De juin à septembre 1505, ses vassaux la reçoivent fastueusement. Elle en profite pour s'assurer de la bonne collecte des impôts et pour se faire connaître du peuple à l'occasion de festivités, de pèlerinages et d'entrées triomphales dans les villes du duché.

### Une souveraine cultivée et mécène
La reine consort possédait sa propre bibliothèque contenant une cinquantaine d’ouvrages sur la religion, la morale ou l’histoire. On y trouve notamment des livres d'heures : les Grandes Heures (commande à Jean Bourdichon), les Petites Heures, les Très Petites Heures, les Heures (inachevées), la Vie de sainte Anne, les Vies des femmes célèbres de son confesseur Antoine Dufour, le Dialogue de vertu militaire et de jeunesse française. Un Livre d’heures d’Anne de Bretagne, illuminé par Jean Poyer, est commandé par Anne pour Charles-Orland.
Une partie venait de ses parents. Elle en a commandé elle-même plusieurs et quelques-uns lui ont été offerts. Enfin, ses deux maris possédaient aussi de nombreux ouvrages (environ un millier sont ramenés à la suite de la première guerre d’Italie).

Différentes miniatures de dédicace de livres commandés par Anne de Bretagne
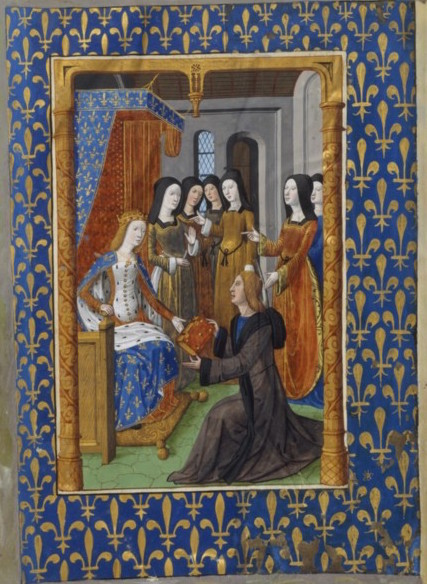
L'éditeur Antoine Vérard donnant son ouvrage Le Trésor de l'Âme à Anne de Bretagne, BNF, Vélins350 f6r.
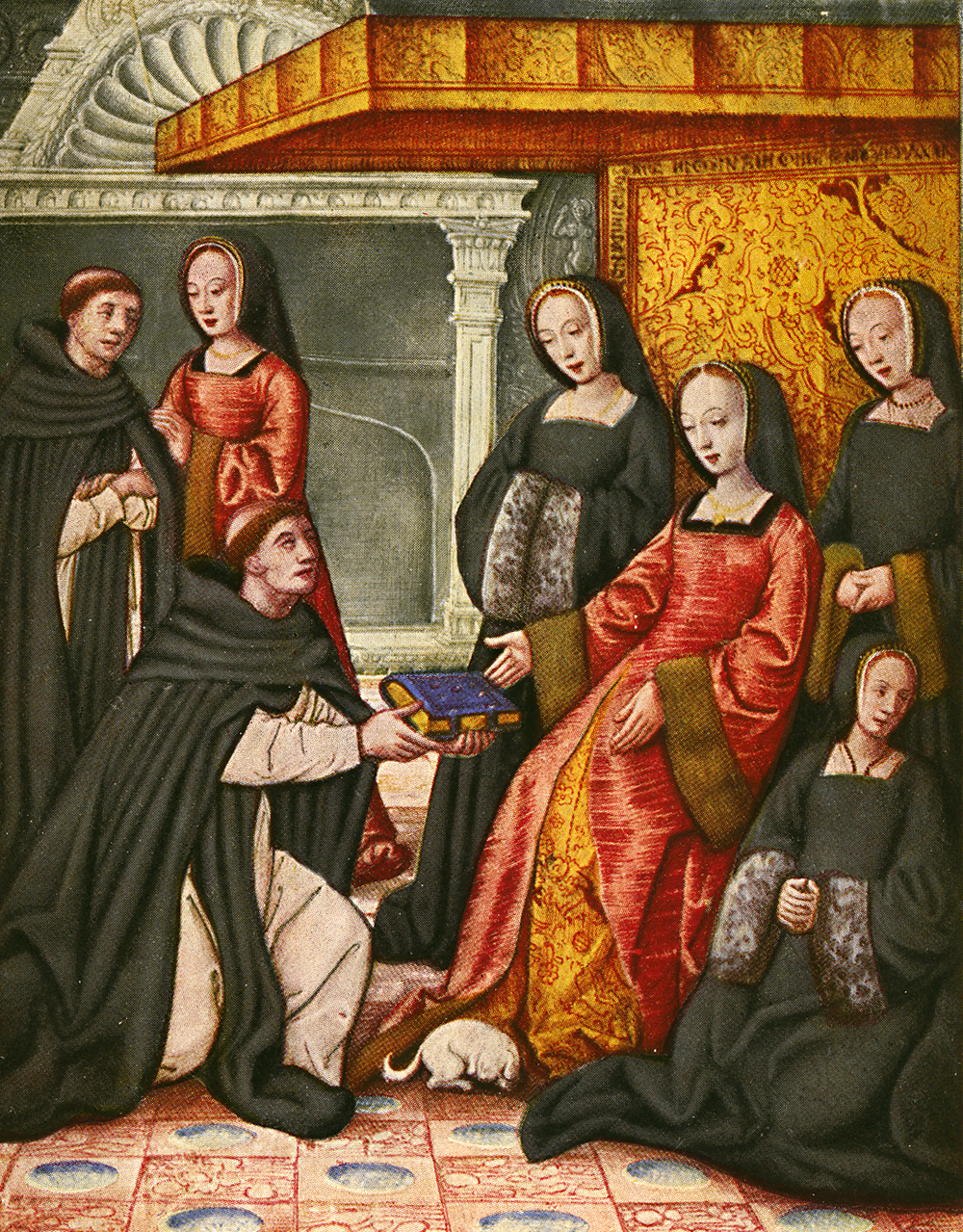
Anne de Bretagne recevant de son confesseur Antoine Dufour le manuscrit des Vies des femmes célèbres.
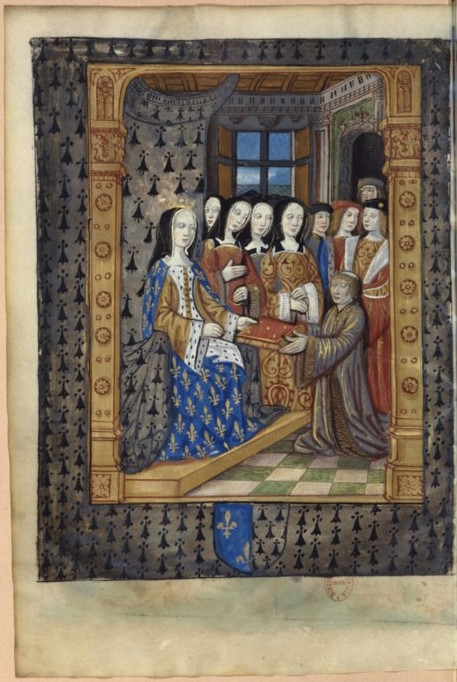
l'auteur Claude de Seyssel donnant son ouvrage à sa commanditaire Anne de Bretagne
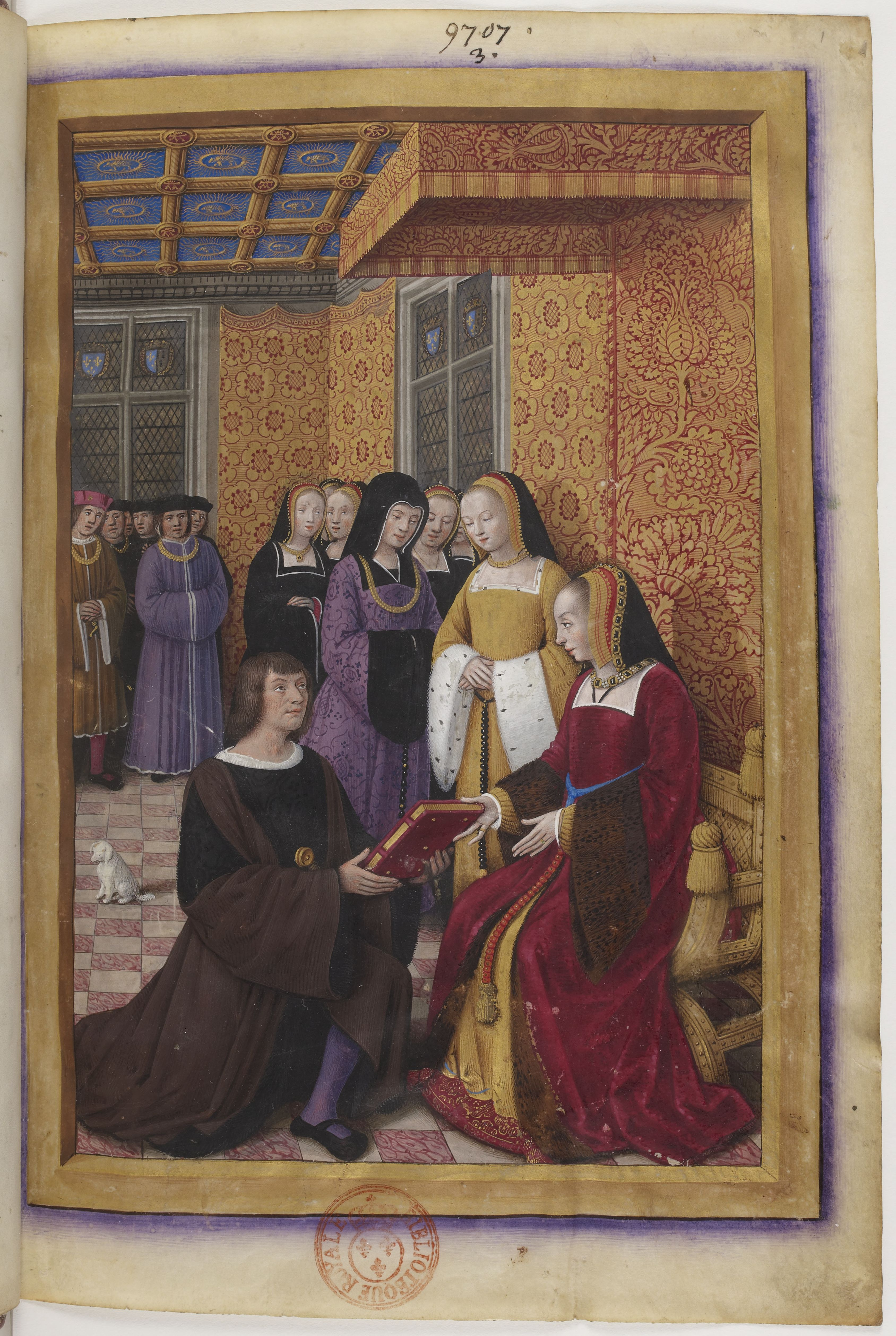
Jean Marot remet son ouvrage à Anne de Bretagne

Des miniatures qui montrent le travail diplomatique et politique d'Année de Bretagne, par l'écriture de lettres
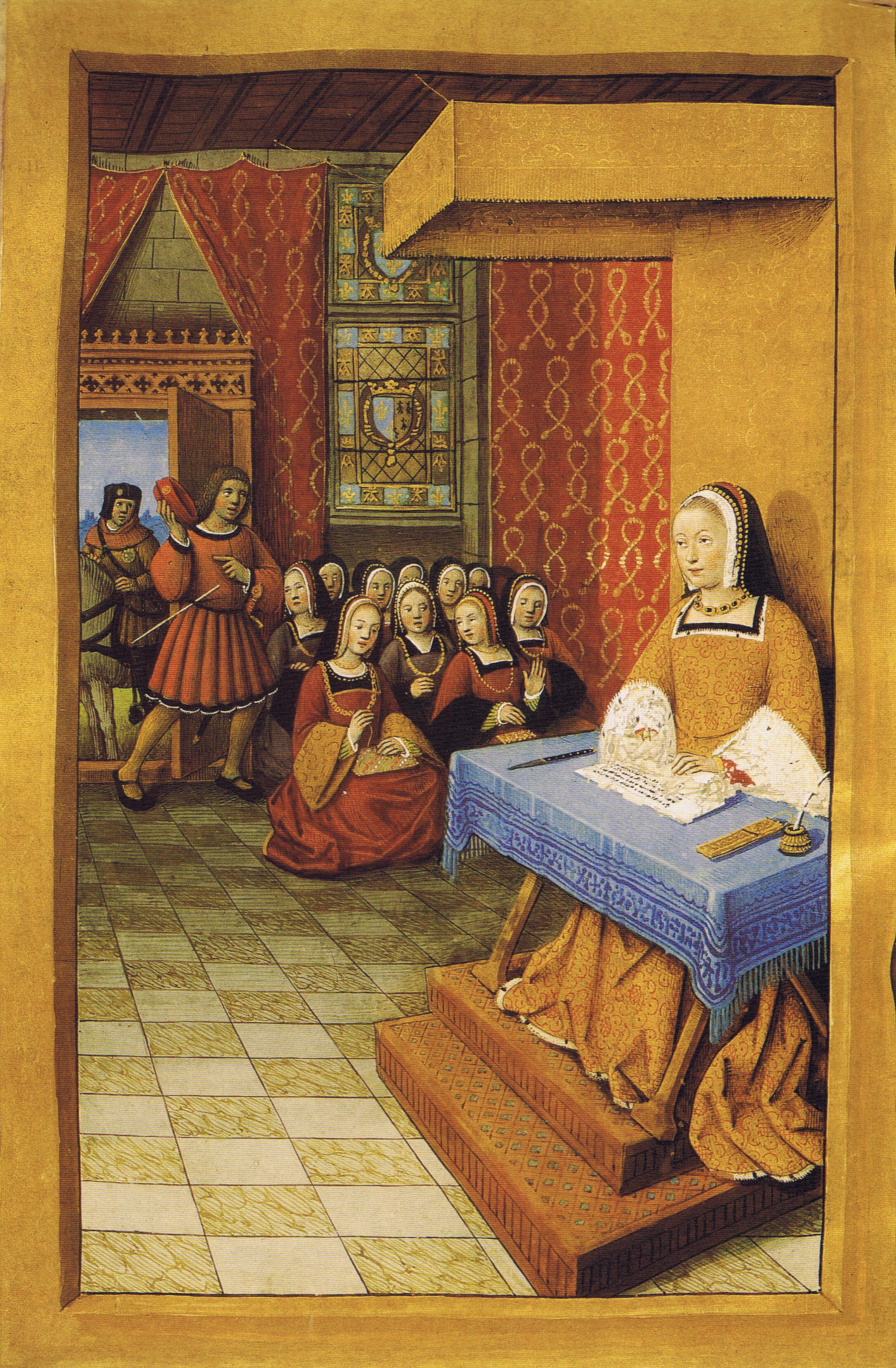
Anne de Bretagne écrivant à Louis XII (1508)
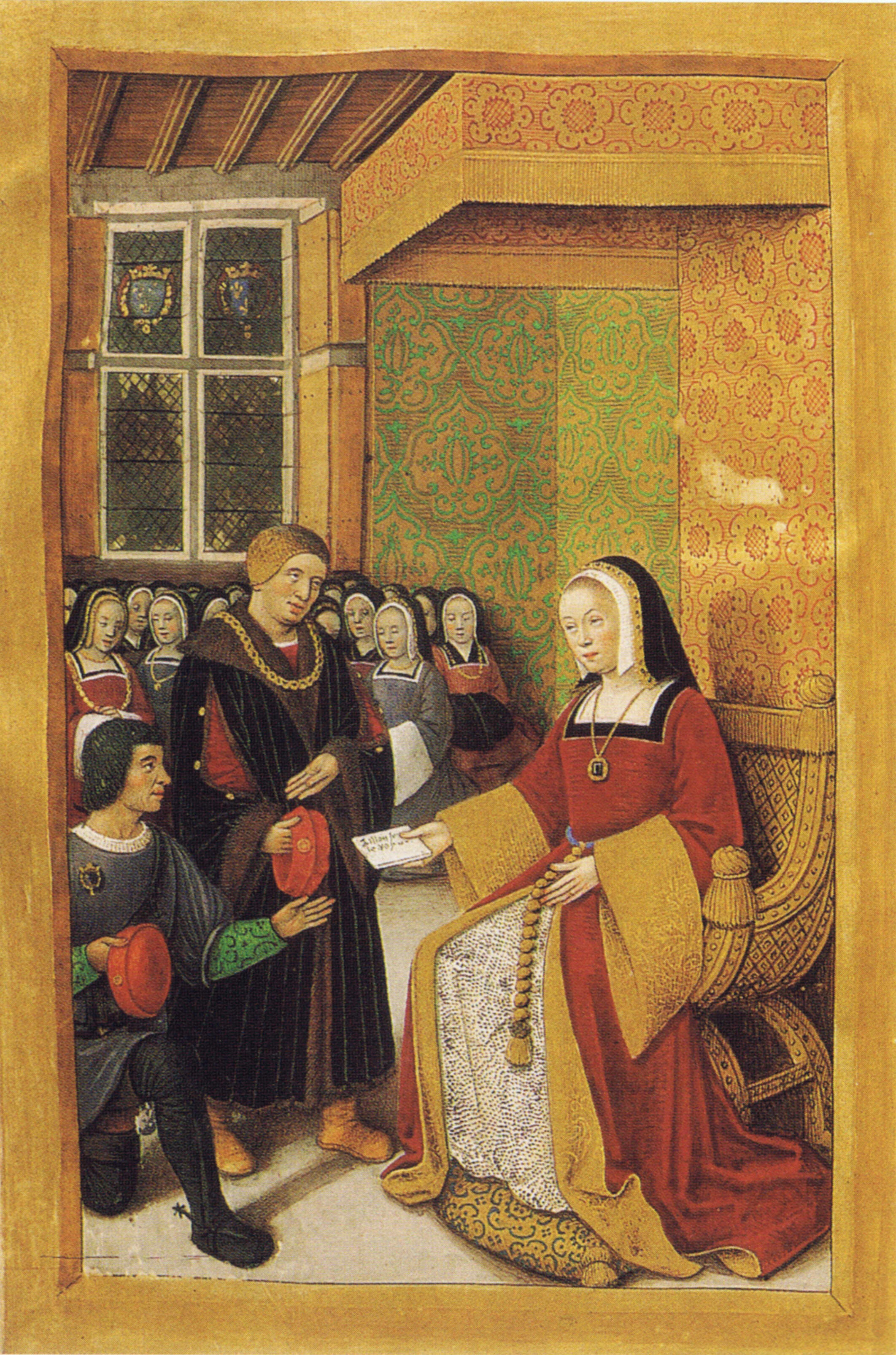
Anne de Bretagne donnant une lettre à un messager à destination de Louis XII (1508)
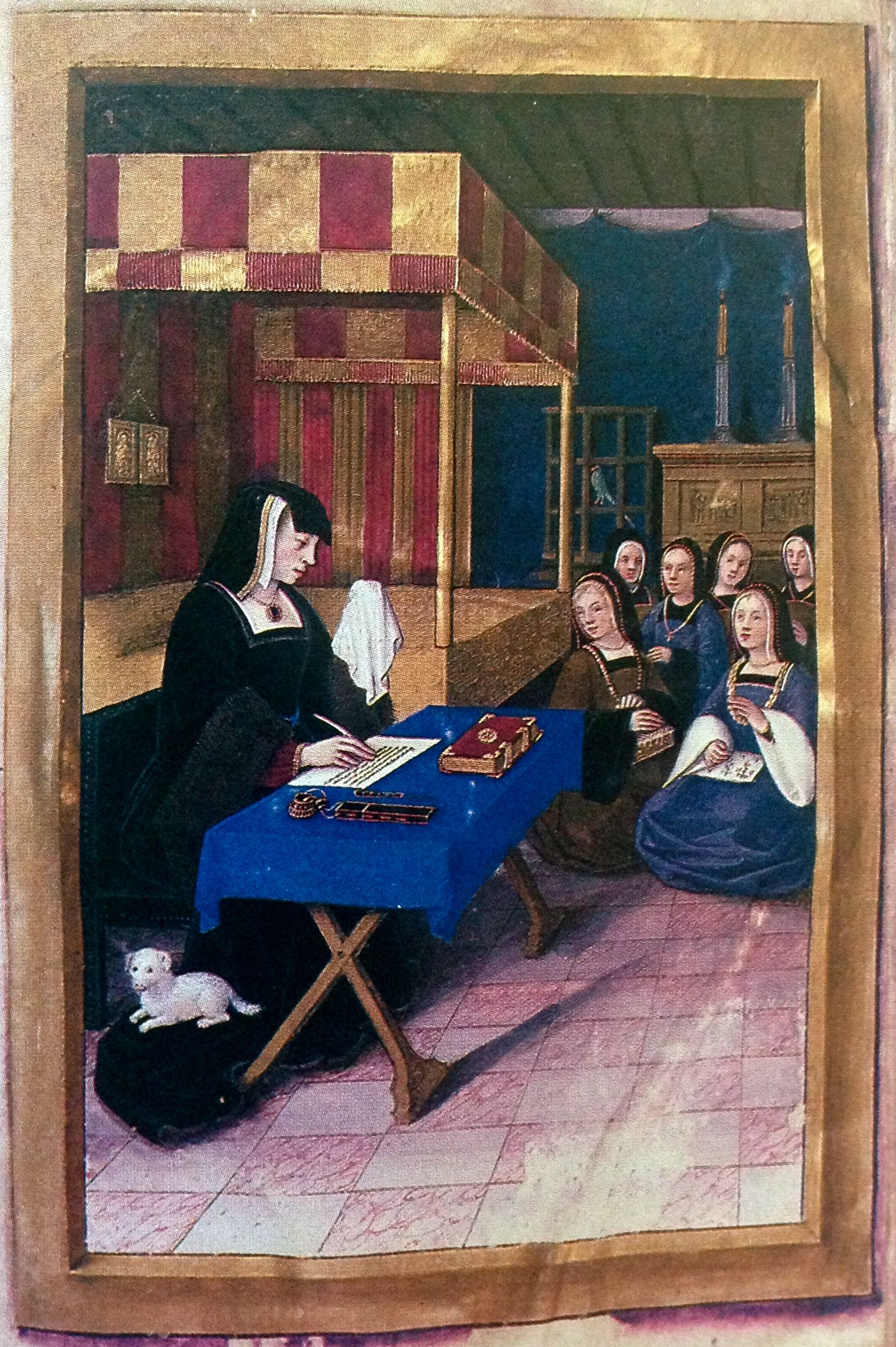
Anne de Bretagne écrit à Louis XII (1508)

### Mort et sépulture

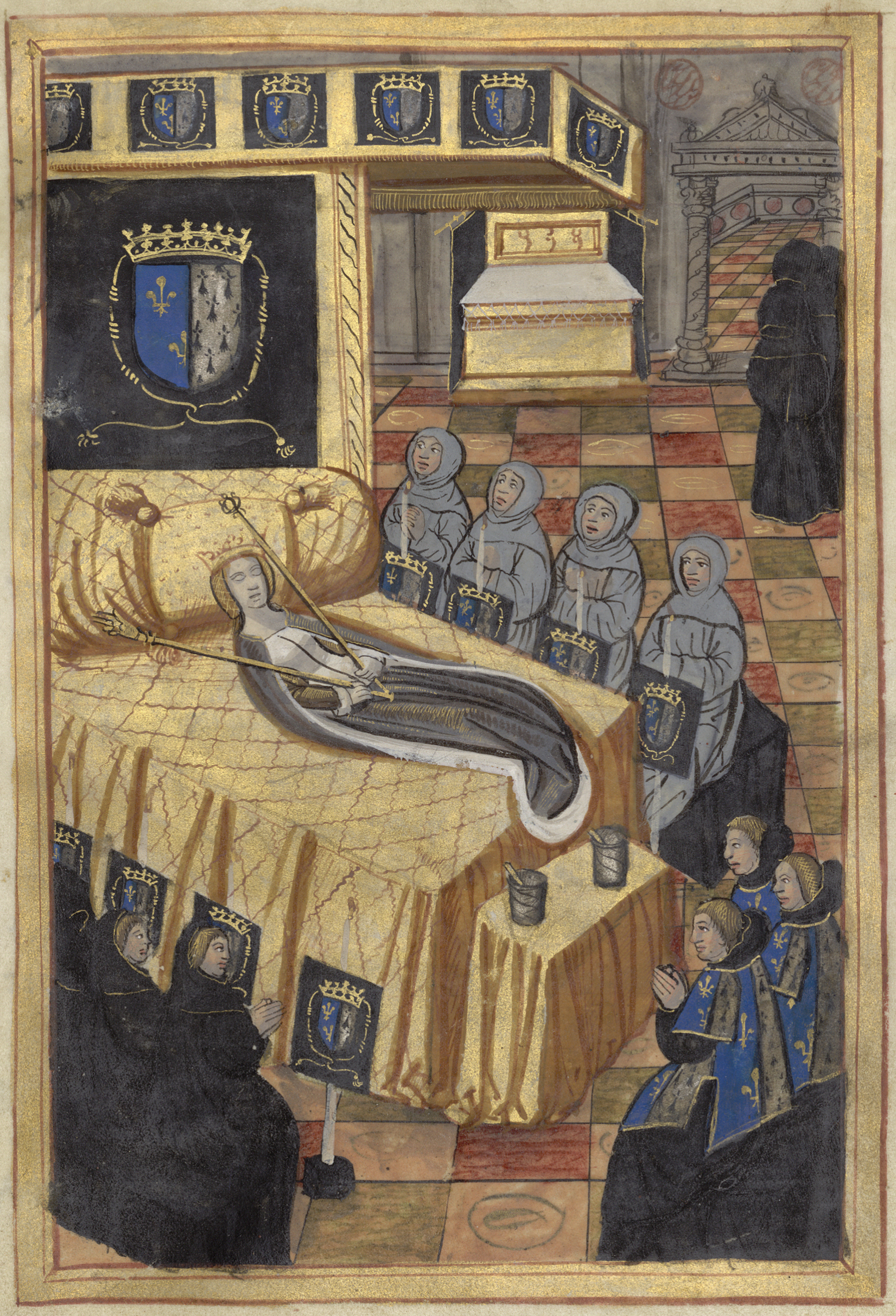
Exposition du corps d'Anne de Bretagne dans la grande salle du château de Blois, par le Maître des Entrées parisiennes, Commémoration de la mort d'Anne de Bretagne de Pierre Choque, 1514, Bibliothèque de Rennes, Ms.332.

Usée par les nombreuses maternités et les fausses couches, atteinte de la gravelle, elle meurt le 9 janvier 1514 vers six heures du matin au château de Blois, après avoir dicté par testament la partition de son corps (dilaceratio corporis, « division du corps » en cœur, entrailles et ossements) avec des sépultures multiples, privilège de la dynastie capétienne. Elle permet ainsi la multiplication des cérémonies (funérailles du corps, la plus importante, et funérailles du cœur) et des lieux (tombeaux de corps et de cœur).
La reine Anne de Bretagne est inhumée dans la nécropole royale de la basilique de Saint-Denis. Ses funérailles sont d’une ampleur exceptionnelle : elles durent quarante jours et inspirent toutes les funérailles royales jusqu’au XVIIIe siècle. À cette occasion, le héraut d'armes de Bretagne Pierre Choque prononce pour la première fois le cri funèbre : « La reine est morte ! la reine est morte ! la reine est morte ! ». Il rédige également le déroulement complet des funérailles qui fut copié de nombreuses fois afin d'être diffusé aux proches de la défunte. Son confesseur, Guillaume Parvy, prononce son éloge funèbre en exaltant la vertu de la reine ayant consacré sa vie aux pauvres, veuves et orphelins, et travaillé à l'expulsion des Juifs quand elle ne les avait pas convertis.
Selon la volonté de la défunte, son cœur a été placé dans un cardiotaphe en or rehaussé d’émail, cette boîte en or étant enfermée dans une autre boîte en plomb puis une autre en fer. L'ensemble est transporté à Nantes en grande pompe pour être déposé, le 19 mars 1514, en la chapelle des Carmes. S'y trouve le tombeau de François II de Bretagne, qu’elle a fait réaliser pour ses parents, son cœur est placé à la tête du tombeau. Saisi durant la Révolution, l'écrin est transféré à la Monnaie de Paris, où il manque de peu d'être fondu. Depuis 1886, il est conservé au Musée Dobrée, à Nantes.
Après sa mort en 1514, Louis XII n'est qu'usufruitier du duché de Bretagne. Il n'en est pas propriétaire, et la mort de Louis XII mettra fin à l'union personnelle en janvier 1515 (clause du Traité de Nantes de 1499).

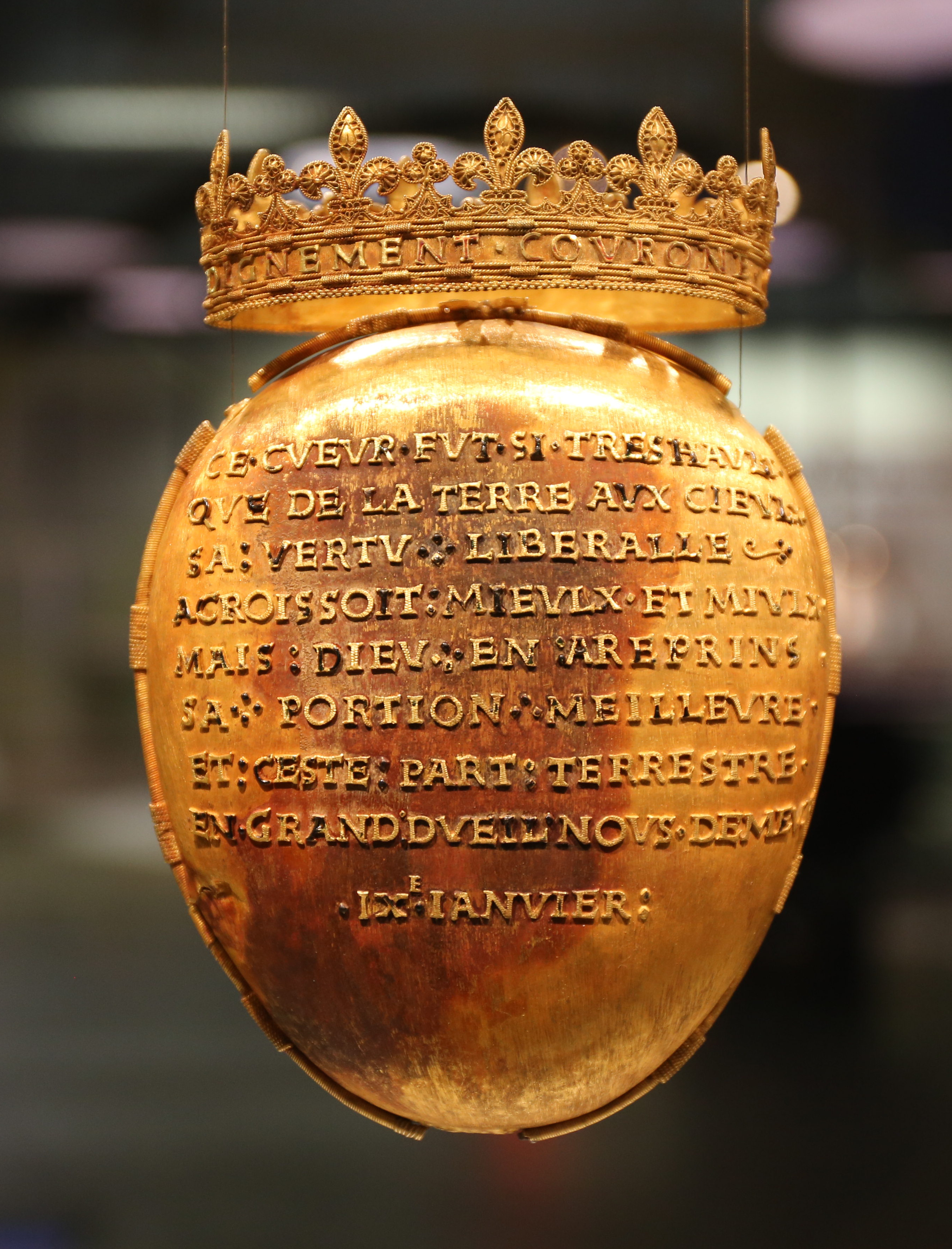
Écrin en or du cœur d’Anne, musée Dobrée, Nantes. La tache sombre est due au transfert du fer et du plomb des boîtes métalliques qui le contenaient[62].
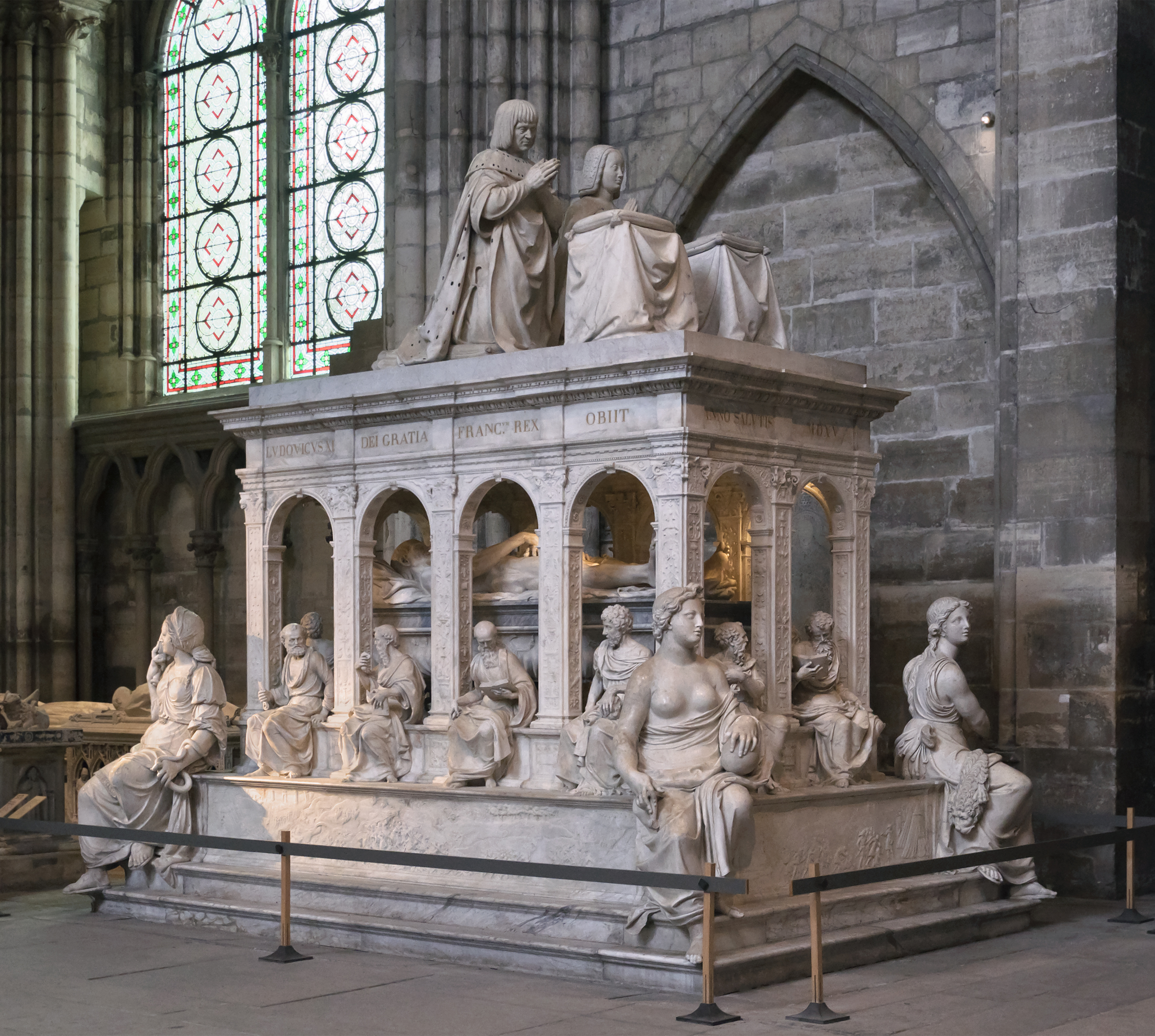
Tombeau de Louis XII et d’Anne de Bretagne à la basilique de Saint-Denis.

Le mausolée à double étage de Louis XII et d’Anne de Bretagne, sculpté en marbre de Carrare, est installé dans la basilique de Saint-Denis en 1830. Le dais à arcades, les bas-reliefs du socle sarcophage illustrant les victoires de Louis XII (bataille d'Agnadel, entrée triomphale à Milan), les statues des douze apôtres et des quatre vertus cardinales sont l'œuvre des frères Juste, sculpteurs italiens qui en ont reçu la commande en 1515. Les transis (dont le réalisme a poussé à faire figurer sur leur abdomen l'ouverture recousue pratiquée lors de leur éviscération) et les orants devant un prie-Dieu couronnant la plate-forme sont attribués à Guillaume Regnault. Ce tombeau est profané pendant la Révolution, le 18 octobre 1793, leurs corps étant jetés dans une fosse commune. Alexandre Lenoir sauve en grande partie le monument qui est restauré et conservé dans le musée des monuments français en 1795 avant d'être restitué à la basilique royale sous la Seconde Restauration.

## Généalogie

### Ascendance
| Jean IV (1339-1345-1399)           | Jean IV (1339-1345-1399)           | Jean IV (1339-1345-1399)            | Jean IV (1339-1345-1399)            | Jean IV (1339-1345-1399)            | Jean IV (1339-1345-1399)            |                                     |                                     | Jeanne de Navarre (1370-1437) | Jeanne de Navarre (1370-1437) | Jeanne de Navarre (1370-1437) | Jeanne de Navarre (1370-1437) | Jeanne de Navarre (1370-1437) | Jeanne de Navarre (1370-1437) |                              |                              |  |  |                                 |                                 |                                 |                                 |                                 |                                 |                            |                            |                            |                            |                     |                     |                     |                     |
| Jean IV (1339-1345-1399)           | Jean IV (1339-1345-1399)           | Jean IV (1339-1345-1399)            | Jean IV (1339-1345-1399)            | Jean IV (1339-1345-1399)            | Jean IV (1339-1345-1399)            |                                     |                                     | Jeanne de Navarre (1370-1437) | Jeanne de Navarre (1370-1437) | Jeanne de Navarre (1370-1437) | Jeanne de Navarre (1370-1437) | Jeanne de Navarre (1370-1437) | Jeanne de Navarre (1370-1437) |                              |                              |  |  |                                 |                                 |                                 |                                 |                                 |                                 |                            |                            |                            |                            |                     |                     |                     |                     |
|                                    |                                    |                                     |                                     |                                     |                                     |                                     |                                     |                               |                               |                               |                               |                               |                               |                              |                              |  |  |                                 |                                 |                                 |                                 |                                 |                                 |                            |                            |                            |                            |                     |                     |                     |                     |
|                                    |                                    | Richard (1395-1438) Comte d'Étampes | Richard (1395-1438) Comte d'Étampes | Richard (1395-1438) Comte d'Étampes | Richard (1395-1438) Comte d'Étampes | Richard (1395-1438) Comte d'Étampes | Richard (1395-1438) Comte d'Étampes |                               |                               | Marguerite d'Orléans          | Marguerite d'Orléans          | Marguerite d'Orléans          | Marguerite d'Orléans          | Marguerite d'Orléans         | Marguerite d'Orléans         |  |  | Gaston IV de Foix-Béarn         | Gaston IV de Foix-Béarn         | Gaston IV de Foix-Béarn         | Gaston IV de Foix-Béarn         | Gaston IV de Foix-Béarn         | Gaston IV de Foix-Béarn         |                            |                            | Éléonore de Navarre        | Éléonore de Navarre        | Éléonore de Navarre | Éléonore de Navarre | Éléonore de Navarre | Éléonore de Navarre |
|                                    |                                    | Richard (1395-1438) Comte d'Étampes | Richard (1395-1438) Comte d'Étampes | Richard (1395-1438) Comte d'Étampes | Richard (1395-1438) Comte d'Étampes | Richard (1395-1438) Comte d'Étampes | Richard (1395-1438) Comte d'Étampes |                               |                               | Marguerite d'Orléans          | Marguerite d'Orléans          | Marguerite d'Orléans          | Marguerite d'Orléans          | Marguerite d'Orléans         | Marguerite d'Orléans         |  |  | Gaston IV de Foix-Béarn         | Gaston IV de Foix-Béarn         | Gaston IV de Foix-Béarn         | Gaston IV de Foix-Béarn         | Gaston IV de Foix-Béarn         | Gaston IV de Foix-Béarn         |                            |                            | Éléonore de Navarre        | Éléonore de Navarre        | Éléonore de Navarre | Éléonore de Navarre | Éléonore de Navarre | Éléonore de Navarre |
|                                    |                                    |                                     |                                     |                                     |                                     |                                     |                                     |                               |                               |                               |                               |                               |                               |                              |                              |  |  |                                 |                                 |                                 |                                 |                                 |                                 |                            |                            |                            |                            |                     |                     |                     |                     |
|                                    |                                    |                                     |                                     |                                     |                                     |                                     |                                     |                               |                               |                               |                               |                               |                               |                              |                              |  |  |                                 |                                 |                                 |                                 |                                 |                                 |                            |                            |                            |                            |                     |                     |                     |                     |
| Marguerite de Bretagne (1443-1469) | Marguerite de Bretagne (1443-1469) | Marguerite de Bretagne (1443-1469)  | Marguerite de Bretagne (1443-1469)  | Marguerite de Bretagne (1443-1469)  | Marguerite de Bretagne (1443-1469)  |                                     |                                     | François II (1433-1458-1488)  | François II (1433-1458-1488)  | François II (1433-1458-1488)  | François II (1433-1458-1488)  | François II (1433-1458-1488)  | François II (1433-1458-1488)  |                              |                              |  |  |                                 |                                 |                                 |                                 | Marguerite de Foix (-1486)      | Marguerite de Foix (-1486)      | Marguerite de Foix (-1486) | Marguerite de Foix (-1486) | Marguerite de Foix (-1486) | Marguerite de Foix (-1486) |                     |                     |                     |                     |
| Marguerite de Bretagne (1443-1469) | Marguerite de Bretagne (1443-1469) | Marguerite de Bretagne (1443-1469)  | Marguerite de Bretagne (1443-1469)  | Marguerite de Bretagne (1443-1469)  | Marguerite de Bretagne (1443-1469)  |                                     |                                     | François II (1433-1458-1488)  | François II (1433-1458-1488)  | François II (1433-1458-1488)  | François II (1433-1458-1488)  | François II (1433-1458-1488)  | François II (1433-1458-1488)  |                              |                              |  |  |                                 |                                 |                                 |                                 | Marguerite de Foix (-1486)      | Marguerite de Foix (-1486)      | Marguerite de Foix (-1486) | Marguerite de Foix (-1486) | Marguerite de Foix (-1486) | Marguerite de Foix (-1486) |                     |                     |                     |                     |
|                                    |                                    |                                     |                                     |                                     |                                     |                                     |                                     |                               |                               |                               |                               |                               |                               |                              |                              |  |  |                                 |                                 |                                 |                                 |                                 |                                 |                            |                            |                            |                            |                     |                     |                     |                     |
|                                    |                                    |                                     |                                     |                                     |                                     |                                     |                                     |                               |                               |                               |                               |                               |                               |                              |                              |  |  |                                 |                                 |                                 |                                 |                                 |                                 |                            |                            |                            |                            |                     |                     |                     |                     |
|                                    |                                    | Jean de Chalon (1443-1502)          | Jean de Chalon (1443-1502)          | Jean de Chalon (1443-1502)          | Jean de Chalon (1443-1502)          | Jean de Chalon (1443-1502)          | Jean de Chalon (1443-1502)          |                               |                               | Anne de Bretagne (1477-1514)  | Anne de Bretagne (1477-1514)  | Anne de Bretagne (1477-1514)  | Anne de Bretagne (1477-1514)  | Anne de Bretagne (1477-1514) | Anne de Bretagne (1477-1514) |  |  | Isabeau de Bretagne (1478-1490) | Isabeau de Bretagne (1478-1490) | Isabeau de Bretagne (1478-1490) | Isabeau de Bretagne (1478-1490) | Isabeau de Bretagne (1478-1490) | Isabeau de Bretagne (1478-1490) |                            |                            |                            |                            |                     |                     |                     |                     |

### Descendance

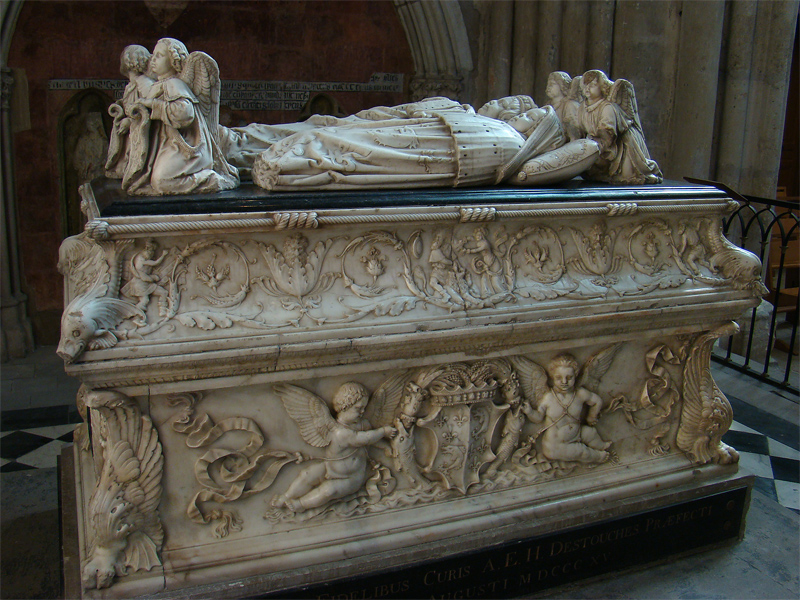
Tombeau de Charles-Orland et Charles, à la cathédrale Saint-Gatien de Tours.

De son mariage avec Charles VIII elle eut de nombreuses fausses couches et six enfants, tous morts en bas âge :
- Charles-Orland de France (1492 - 1495), mort de la rougeole à 3 ans ;
- François (Courcelles, août 1493 - idem), né à deux mois de son terme, inhumé en l'église Notre-Dame de Cléry ;
- N, fille mort-née (printemps 1495) ;
- Charles de France (1496) ;
- François de France (1497 - 1498) ;
- Anne (20 mars 1498).

De son mariage avec Louis XII sont issus :
- Claude de France (1499-1524), duchesse de Bretagne, et reine de France (1515-1524) par son mariage en 1514 avec François Ier, roi de France
- Fils mort-nés en 1500
- François (janvier 1503)
- fausses-couches entre 1505 et 1509 ;
- Renée de France (1510-1574), dame de Montargis, duchesse de Chartres (1528-?), mariée en 1528 avec Hercule II d'Este (1508-1559), duc de Ferrare, de Modène et de Reggio. De tous ses descendants, Renée est celle qui survivra le plus longtemps[66].
- Fils, mort le 21 janvier 1512, qui n'aura vécu que quelques jours.

Par Claude de France, dont la fille aînée Marguerite a épousé le duc de Savoie, Anne de Bretagne est l'ancêtre de Victor-Emmanuel de Savoie, actuel prétendant au trône d'Italie. Par son petit-fils Henri II, Anne est aussi l'ancêtre de Charles de Habsbourg-Lorraine, actuel prétendant au trône d'Autriche-Hongrie.
Par Anne d'Este, fille aînée de Renée de France, Anne de Bretagne eut également descendance, notamment dans la maison de Guise et celle de Savoie-Nemours.
Le premier descendant d'Anne de Bretagne par succession cognatique est le chef de la maison royale de Bavière, François de Bavière.

## Ses emblèmes et devises

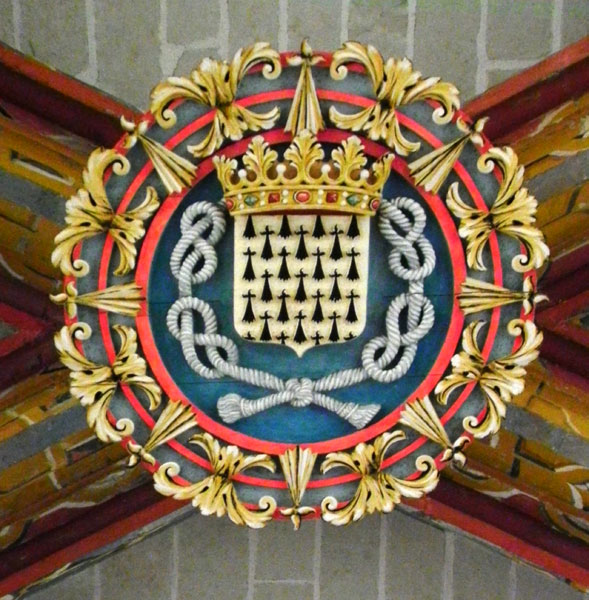
Clef de voûte de la cathédrale de Nantes

Blason d'Anne de Bretagne, les armes de son époux royal (fleurs de lys) à dextre, celles de son père (queues d'hermine) à senestre.

Anne avait hérité de ses prédécesseurs les emblèmes dynastiques bretons : hermine passante (de Jean IV), d'hermine plain (de Jean III), cordelière (de François II). Veuve de Charles VIII, elle s'inspire de cette figure paternelle pour créer en 1498 l'ordre de la Cordelière.

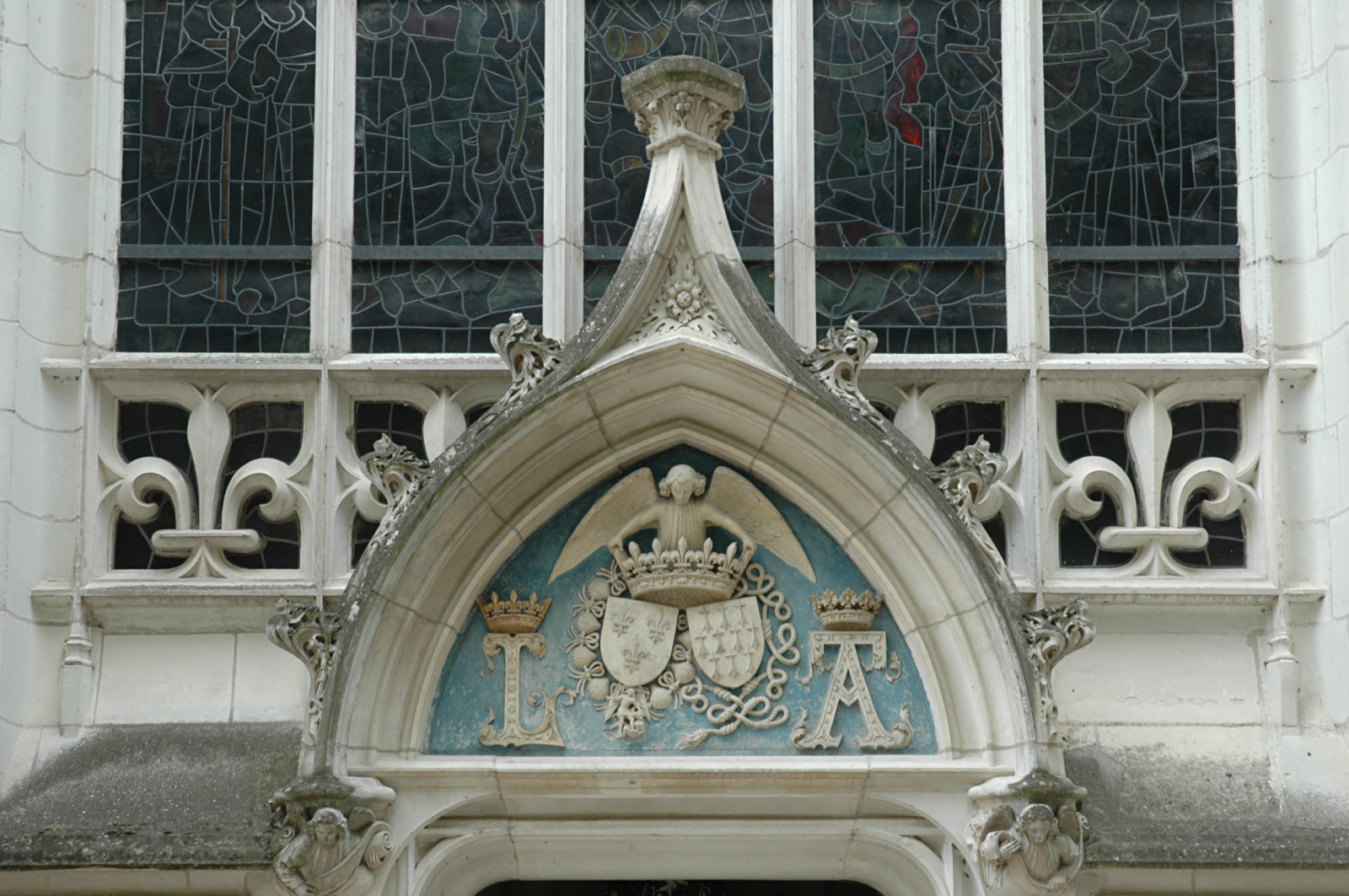
Lettres couronnées L A de et d'Anne avec leurs armes d'alliance entourées du collier de Saint-Michel et de la cordelière sur le fronton de la porte d'entrée de la chapelle du château de Blois.

Elle fit usage aussi de son chiffre, la lettre A couronnée, du mot Non mudera (« je ne changerai pas »), et d'une forme particulière de la cordelière paternelle, nouée en 8. Ses emblèmes furent joints, dans la décoration de ses châteaux et manuscrits, avec ceux de ses maris : l'épée enflammée pour Charles VIII et le porc-épic pour Louis XII. Elle avait également comme mot "A ma vie". Cette formule a été utilisée par les ducs de Bretagne dès avant le règne de Jean IV. La tradition rapporte aussi le mot Potius mori quam foedari : « Plutôt mourir que déshonorer », ou « Plutôt la mort que la souillure » (en breton : « Kentoc'h mervel eget bezañ saotret »). Il n'apparait qu'une seule fois dans un livre d'heures dédié à Anne de Bretagne et semble être un ajout du XVIIe siècle.
On retrouve son blason dans de nombreux lieux où elle est passée, ou liés à ses fonctions (principalement de duchesse ou de reine) :
- le revêtement mural de la mise au tombeau à l’abbaye Saint-Pierre de Solesmes, par Michel Colombe, 1496[69] ;
- vitrail de l’église d'Ervy-le-Châtel, 1515[70] ;
- vitrail de l’hôtel de ville d’Étampes, 1853[71].

## Postérité
Dernière duchesse de Bretagne et deux fois reine de France, Anne de Bretagne est, avec saint Yves, un des personnages historiques les plus populaires de Bretagne.
En 2014, pour le 500e anniversaire de sa mort, plus d’une quarantaine d’événements sont organisés dans les cinq départements bretons.
La noblesse bretonne, voulant préserver ses privilèges comme ses prérogatives, s'évertue à prouver par l'intermédiaire de l'historiographie régionale que sa dernière duchesse a résisté à cette annexion. Anne de Bretagne reste depuis lors dans la mémoire bretonne un personnage soucieux de défendre le duché face à l'appétit de la France. Parallèlement, elle est élevée dans la mémoire nationale comme un symbole de paix et de concorde dans le royaume dont elle a été sacrée la mère.
Le destin posthume d'Anne de Bretagne est composé d'images déformées par son histoire façonnée par les calculs politiques et les jeux de propagande. D'où la nécessité de séparer l'historiographie objective d'Anne de Bretagne de l'imaginaire collectif qui fait régulièrement appel à cette référence culturelle dans des supports publicitaires, des spectacles et manifestations folkloriques, et de dépasser la vision antagoniste de certains historiens qui poursuivent, avec ce personnage, une mythification de son histoire, et une historiographie nationale voulant forger le mythe d'une nation française une et indivisible.

### Représentations

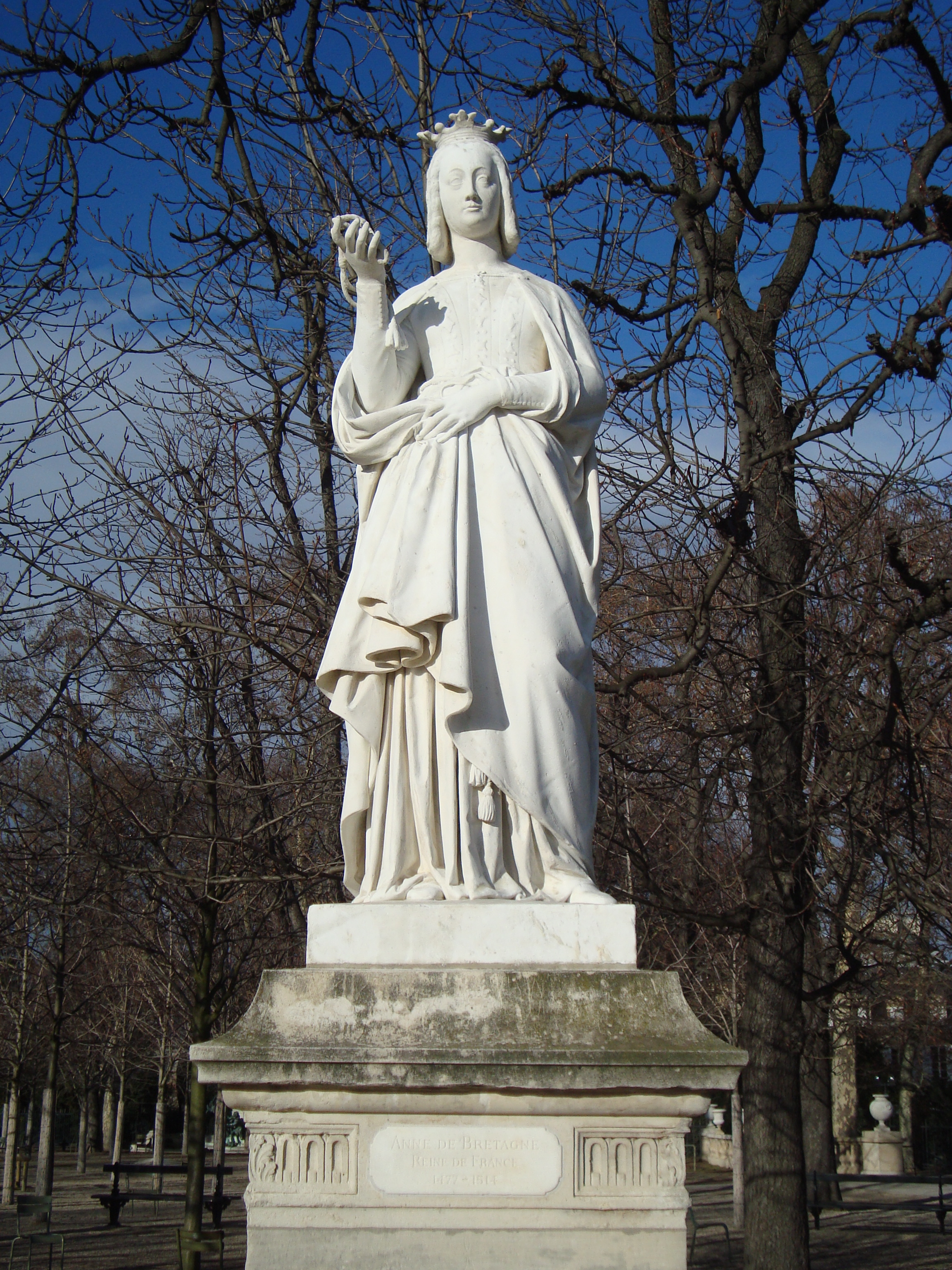
Statue d’Anne de Bretagne dans la série Reines de France et Femmes illustres du jardin du Luxembourg à Paris (XIXe siècle).

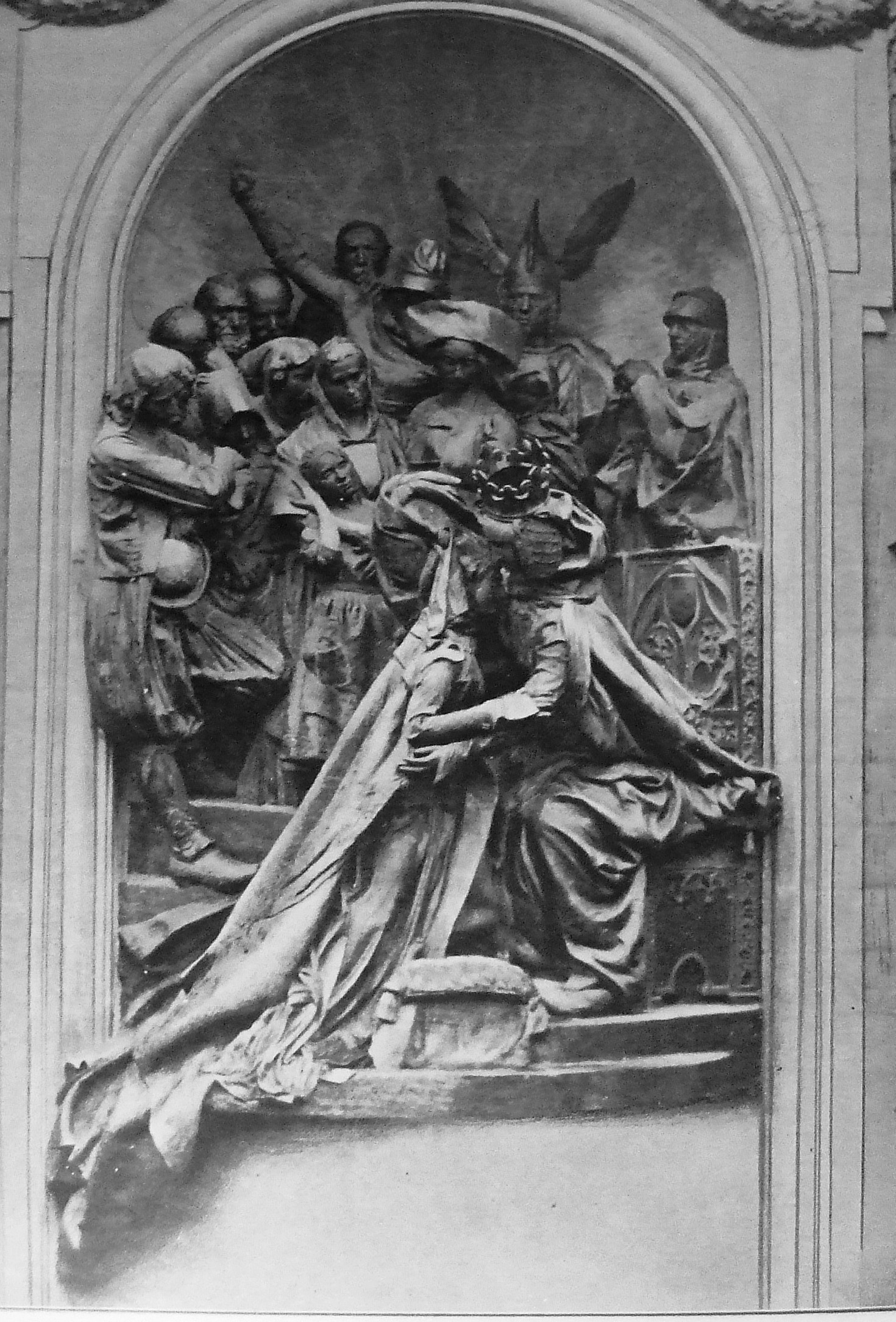
Jean Boucher, L'Union de la Bretagne et de la France (1911). Monument représentant la duchesse Anne et le roi Charles VIII. Situé dans la niche centrale de la façade de l'hôtel de ville de Rennes depuis 1911, il fut détruit par des séparatistes bretons lors de l'attentat du 7 août 1932 à Rennes.

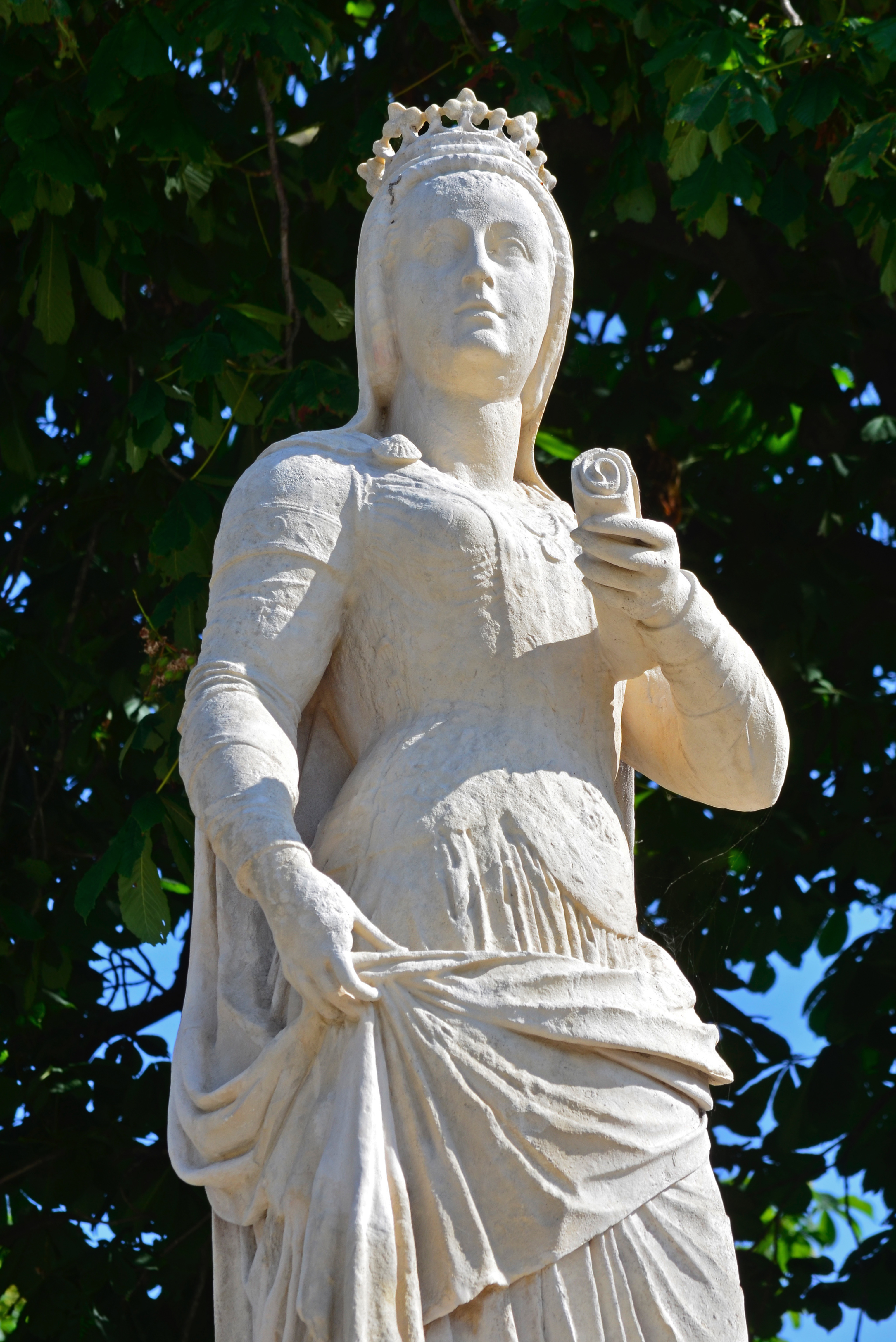
Détail de la statue due à Dominique Molknecht et située cours Saint-Pierre, à Nantes.

De son vivant, les propagandes royales de Charles VIII puis de Louis XII ont présenté Anne de Bretagne en reine parfaite, symbole de l’union et de la paix entre le royaume de France et le duché de Bretagne (tradition populaire de la « bonne duchesse »). L’Autriche de Maximilien, évincée du mariage, a porté un autre regard sur ces événements. Au cours des siècles, les historiens et l’imaginaire populaire ont présenté une Anne de Bretagne parfois différente, lui attribuant des actes ou des caractéristiques physiques et psychologiques qui ne sont pas nécessairement attestés par des éléments historiques.
Après sa mort, elle tombe progressivement dans l'oubli dans l'historiographie nationale jusqu'au milieu du XIXe siècle, à la différence de l'historiographie bretonne. La noblesse bretonne commande une nouvelle histoire du duché, Histoire de Bretagne écrite de 1580 à 1582 par Bertrand d'Argentré, qui fonde une historiographie régionale faisant d'Anne de Bretagne la femme qui a conservé l'autonomie du duché malgré ses mariages avec deux rois de France. Si cette historiographie bretonne de propagande ne peut nier l'inaction de la reine pendant le règne de Charles VIII, elle amplifie l'emprise de la reine sur Louis XII. Les celtomanes puis les régionalistes bretons cherchent, dès la fondation en 1843 de l’Association bretonne, un personnage capable d’incarner leur idéal de renouveau agraire et régional, tout en manifestant leur attachement à la nation française. Leur choix se porte sur la figure mythique et folklorique de la duchesse Anne, qui est progressivement dotée, dans les histoires de Bretagne, du costume breton et qui la présentent comme une Bretonne proche du peuple (d'où la légende de la « duchesse en sabots »),.
Plusieurs mythes entourent désormais Anne de Bretagne : celui d'une femme contrainte à un mariage forcé avec Charles VIII ; celui d'une duchesse bretonne attachée à l’indépendance et au bonheur de son duché ou, au contraire, d'une reine symbole de l'union et de la paix entre la Bretagne et la France.
Présente après la guerre franco-allemande de 1870 dans les revendications régionalistes, la figure de la duchesse Anne est également récupérée par la propagande de la Troisième République (France) qui reprend la tradition antique et aristocratique du culte des grands personnages. Enjeu mémoriel et politique, elle incarne pour ces derniers la soumission de le Bretagne à la couronne de France puis aux intérêts français de la République. Au XXe siècle, elle nourrit l'inspiration de l'iconographie touristique pour promouvoir la patrimoine breton et s'accompagne d'une appropriation identitaire à des fins commerciales.
Cette figure hautement symbolique explique la parution, depuis 200 ans, d'une cinquantaine de livres à son sujet qui n'ont pas fini d'en donner une vision contrastée, entre un Georges Minois qui la présente comme une personne « bornée, mesquine et vindicative » et un Philippe Tourault qui en fait une « personnalité tout à fait riche et positive, ardemment attachée à son pays et à son peuple ».

### Littérature
- Louis Ferrier de La Martinière, Anne de Bretagne, reine de France, tragédie par le sieur Ferrier, Paris, Jean Ribou, 1679, 72 p. (BNF 30431149, lire en ligne).
- Pierre de Lesconvel, Le prince de Longueville et Anne de Bretagne, nouvelles historiques, Paris, J. Guignard, 1697, 268 p. (BNF 30801985, lire en ligne).
- Anne de Rochechouart de Mortemart, Poèmes de la duchesse Anne, La Poétique, 1911.

### Télévision
- Borgia (série TV), interprétée par Héléna Soubeyrand (saison 2, épisodes 7 et 8).
- Isabel (série TV), interprétée par Marta Belmonte.
- Émission Secrets d'histoire intitulée Anne de Bretagne, deux fois reine, documentaire présenté par Stéphane Bern, et réalisé par David Jankowski et Vanessa Pontet[81],[82].

### Théâtre
- Je ne t'oublierai jamais, comédie romanesque sur la rencontre d'Anne de Bretagne et Hervé de Portzmoguer, dit Le Primauguet, pièce de Bruno Tanguy.

### Musique
- Requiem d'Anne de Bretagne, messe composé par Antoine de Févin.
- La lingua profetica del Taumaturgo di Paola de Giacomo Antonio Perti, 1700[Note 14].
- Gilles Servat évoque sa vie dans la chanson Koc'h ki gwenn ha koc'h ki du.
- Anne de Bretagne, un opéra breton avec en rôle-titre Agnès Bove.
- Si mort a mors, poème anonyme datant de ses funérailles, et repris par Tri Yann. D'autres chansons du répertoire du groupe font référence à la duchesse, notamment l'instrumental Anne de Bretagne de l'album Portraits en 1995.
- Anne de Bretagne, opéra folk-rock de l'auteur-compositeur nantais Alan Simon, dont les deux premières représentations ont eu lieu les 29 et 30 juin 2009 au château des ducs de Bretagne, à Nantes. Cécile Corbel y interprète le rôle d'Anne de Bretagne[83].
- Dans la chanson C'est un pays, Soldat Louis évoque « une duchesse encore enfant qui s'est fait mettre d'une manière royale ».
- Le groupe Stetrice l'évoque en chantant « Mais ici honte à qui délaisse la volonté de la duchesse » dans sa chanson Naoned e Breizh, de l'album homonyme en 2011.
- Un festival Anne de Bretagne itinérant a lieu chaque année dans une ville de Loire-Atlantique depuis 1995, par exemple en 2016 à Châteaubriant[84].

### Bâtiments

#### Sites historiques

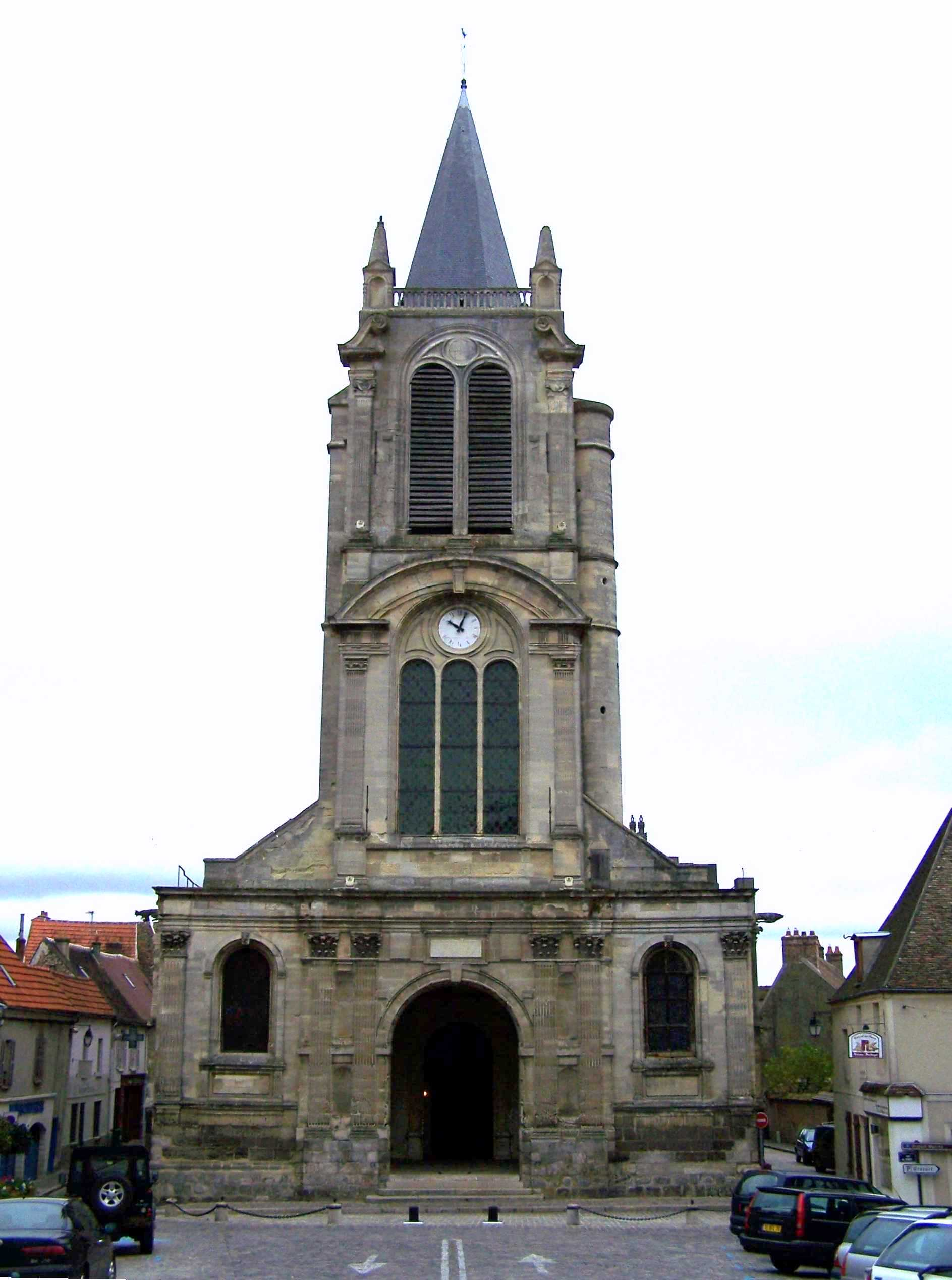
L'église Saint-Pierre de Montfort-l'Amaury. Reconstruite, en lieu et place d’une église médiévale du XI, à la demande d'Anne de Bretagne.

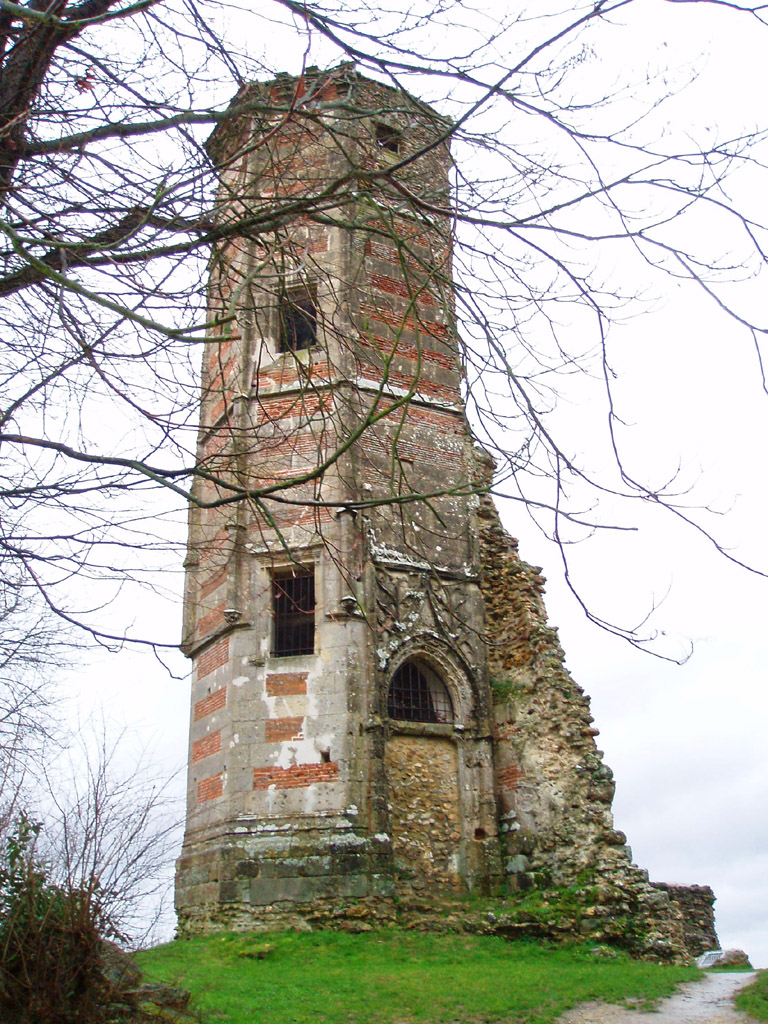
La tour Anne-de-Bretagne à Montfort-l'Amaury.

- Le château des ducs de Bretagne, à Nantes est conçu comme une forteresse dans le contexte de la lutte pour l'indépendance du duché de Bretagne. Le système défensif du château est composé de sept tours reliées par des courtines et un chemin de ronde. Depuis le début des années 1990, la ville de Nantes a mis en œuvre un programme de restauration et d'aménagement de grande envergure pour mettre en valeur ce site patrimonial en plein centre-ville, emblématique de l'histoire de Nantes et de la Bretagne. L'édifice restauré accueille le musée d'histoire de Nantes installé dans 32 salles.
- Le manoir de la vicomté, dit « Le Bailliage » à Montreuil-l'Argillé (Eure) datant du XVe siècle est, depuis 1949 inscrit à l'Inventaire supplémentaire des monuments historiques[85]. Le manoir aurait été un pavillon de chasse, propriété d'Anne de Bretagne et de Louis XII[réf. nécessaire].
- La tour Anne-de-Bretagne, tour du XVe siècle, construite à Montfort-l'Amaury (Yvelines), classée monument historique en 1862[86].
- L'église Saint-Pierre de Montfort-l'Amaury (Yvelines) : église des XVe et XVIe siècles, d’une taille impressionnante et rare pour une petite cité, construite par la volonté d'Anne de Bretagne en lieu et place d’une église médiévale du XIe siècle.
- Les Bains de la Reine dénommés aussi pavillon d'Anne de Bretagne, à Blois, classé aux monuments historiques[87].

#### Autres sites
Nombre de noms de rues, lieux et bâtiments portent son nom :
- rues Anne-de-Bretagne ou duchesse-Anne un peu partout en Bretagne, mais aussi à Langeais. Boulevard de la Duchesse-Anne à Rennes ;
- place Duchesse-Anne à Nantes, ainsi qu'à Quiberon ;
- les maisons d'Anne de Bretagne, à Guingamp, Morlaix, Saint-Malo et quelques autres villes, sont supposées avoir accueilli la duchesse lors de son tour de Bretagne (et non le Tro Breiz, ce pèlerinage des sept saints de Bretagne étant confondu avec celui du Folgoët qu'elle réalise le 29 août 1505 en exécution d'un vœu si le roi guérissait, pèlerinage prolongé par le tour de la Bretagne pendant trois mois)[8] ;
- lycée Anne-de-Bretagne à Locminé[88] ;
- collège Anne-de-Bretagne à Rennes[89], à Saint-Herblain[90] ;
- écoles :
  - école publique de la Duchesse Anne à Rennes,
  - école publique Anne de Bretagne, à Locronan ;
- pont Anne-de-Bretagne à Nantes ;
- hôtels :
  - « de la Duchesse-Anne » à Nantes, Dinan et Ouessant,
  - « Anne de Bretagne » à Saint-Malo, Rennes, La Plaine-sur-Mer et Vannes ;
- maison, rue et centre commercial Anne-de-Bretagne à Lesneven, où elle séjourna quelques jours lors de son pèlerinage au Folgoët.

Hors de Bretagne :
- à Blois :
  - hôtel Anne de Bretagne ;
- hôtels de la Duchesse Anne à Langeais, Lourdes, à Mount Tremper (près de Woodstock, État de New York, États-Unis) ;
- chocolaterie La Duchesse Anne à Saumur.

### Objets

#### Liés à la vie d'Anne

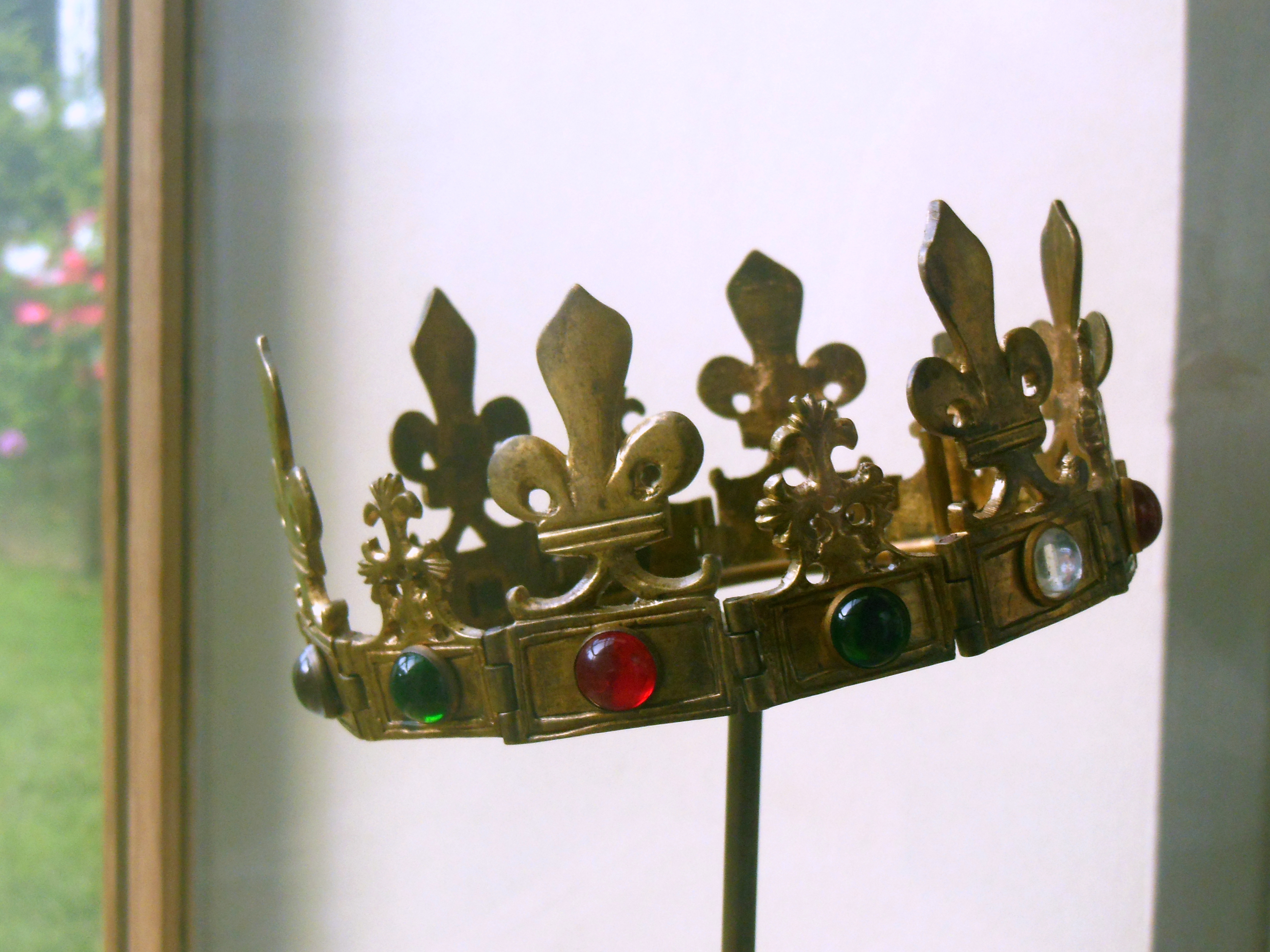
Couronne en bronze doré à fleurs de lys incrustée de cabochons offerte en 1505 par la duchesse Anne de Bretagne à la frairie de Trescalan.

En 1505, la reine Anne fit cadeau de trois couronnes de mariage liées, selon plusieurs traditions historiographiques concordantes, aux relations qu'elle a entretenues avec les cités de la presqu'île guérandaise :
- une couronne d'or à la collégiale Saint-Aubin de Guérande ;
- une couronne d'argent à la frairie de Saillé (commune de Guérande) ;
- une couronne de bronze doré à la frairie de Trescalan (ancienne paroisse de Guérande aujourd'hui sur la commune de La Turballe). Cette dernière est classée au titre des monuments historiques[91],[92].

On attribue à Anne de Bretagne le don du grand calice et de sa patène en argent doré présents dans le trésor de Saint-Jean-du-Doigt. Ces œuvres réalisées selon la tradition par Guillaume Floch, sont en fait plus anciennes, leur inspiration étant clairement Renaissance italienne.

#### Créés ou nommés en hommage à Anne
Le Duchesse Anne est un voilier trois-mâts amarré en tant que bateau musée dans le musée portuaire de Dunkerque.
Un timbre à son effigie est édité par La Poste début 2014 pour marquer le 500e anniversaire de sa mort.
Une rose baptisée du nom d'« Anne de Bretagne » a été obtenue en 1979 par la rosiériste française Louisette Meilland.

### Nourriture et boissons

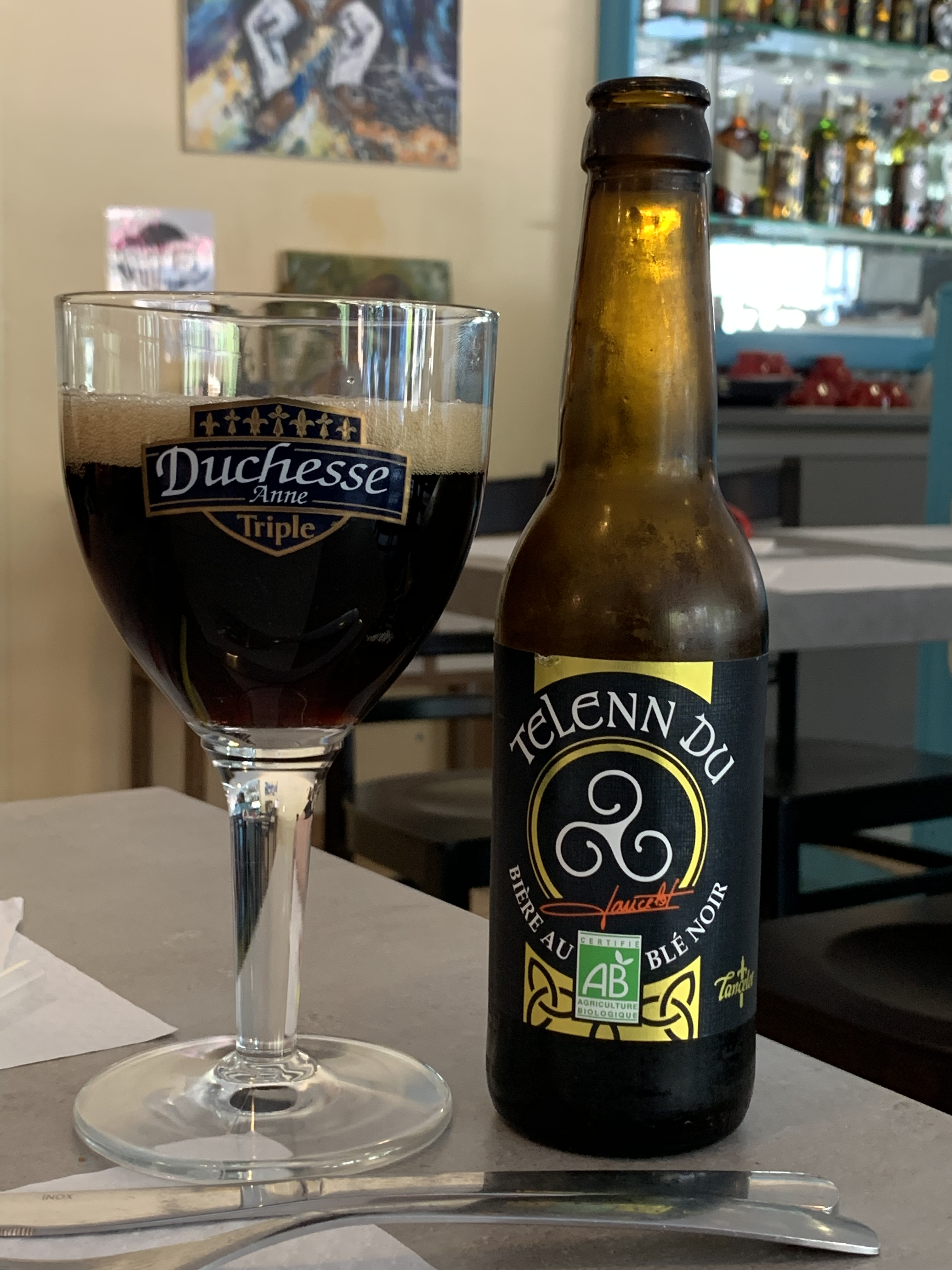
Verre à bière Duchesse Anne.

- Duchesse Anne, nom d'une bière créée en Bretagne par la brasserie Lancelot en 1996.
- Étiquette de camembert dans les années 1930.
- Cuvée de vin par l’ordre des Chevaliers Bretvins[Note 15] créée en 2014[95].

### Croyances populaires
Contrairement à une croyance populaire, la gratuité des routes en Bretagne n'est pas due à Anne de Bretagne, mais au Comité d'étude et de liaison des intérêts bretons (Celib), créé en 1950. Le plan routier breton proposé par le Celib dans le cadre du deuxième plan français d'aménagement du territoire est mis en place par le comité interministériel d'aménagement du territoire du 9 octobre 1968, qui valide la création d'un réseau à quatre-voies moderne, sans péages, destiné à compenser la géographie péninsulaire bretonne.